# Schwäbische Hohenzollern
Den schwäbischen Hohenzollern werden die Mitglieder des Hauses Hohenzollern zugerechnet, die mit der Grafschaft Zollern mit der Burg Hohenzollern bei Hechingen im heutigen Baden-Württemberg historisch verbunden werden und die einst die schwäbischen Stammlande nicht verließen. Mit Burchardus und Wezil erwähnte 1061 ein Mönch in einer Chronik erstmals das Geschlecht. Im Jahr 1576 entstanden die beiden Grafschaften Hohenzollern-Hechingen und Hohenzollern-Sigmaringen, aus welchen sich 1623 die Fürstentümer Hohenzollern-Hechingen und Hohenzollern-Sigmaringen bildeten. In der Gegenwart existiert lediglich noch die Linie Hohenzollern-Sigmaringen.
Neben den schwäbischen Hohenzollern bestehen heute noch die brandenburg-preußischen Hohenzollern, die Deutsche Kaiser und Könige von Preußen waren. Diese Hohenzollern gingen am Anfang des 15. Jahrhunderts als brandenburgische Hohenzollern aus den fränkischen Hohenzollern hervor. Die fränkischen Hohenzollern ihrerseits spalteten sich am Anfang des 13. Jahrhunderts von den schwäbischen Hohenzollern ab.

## Geschichte

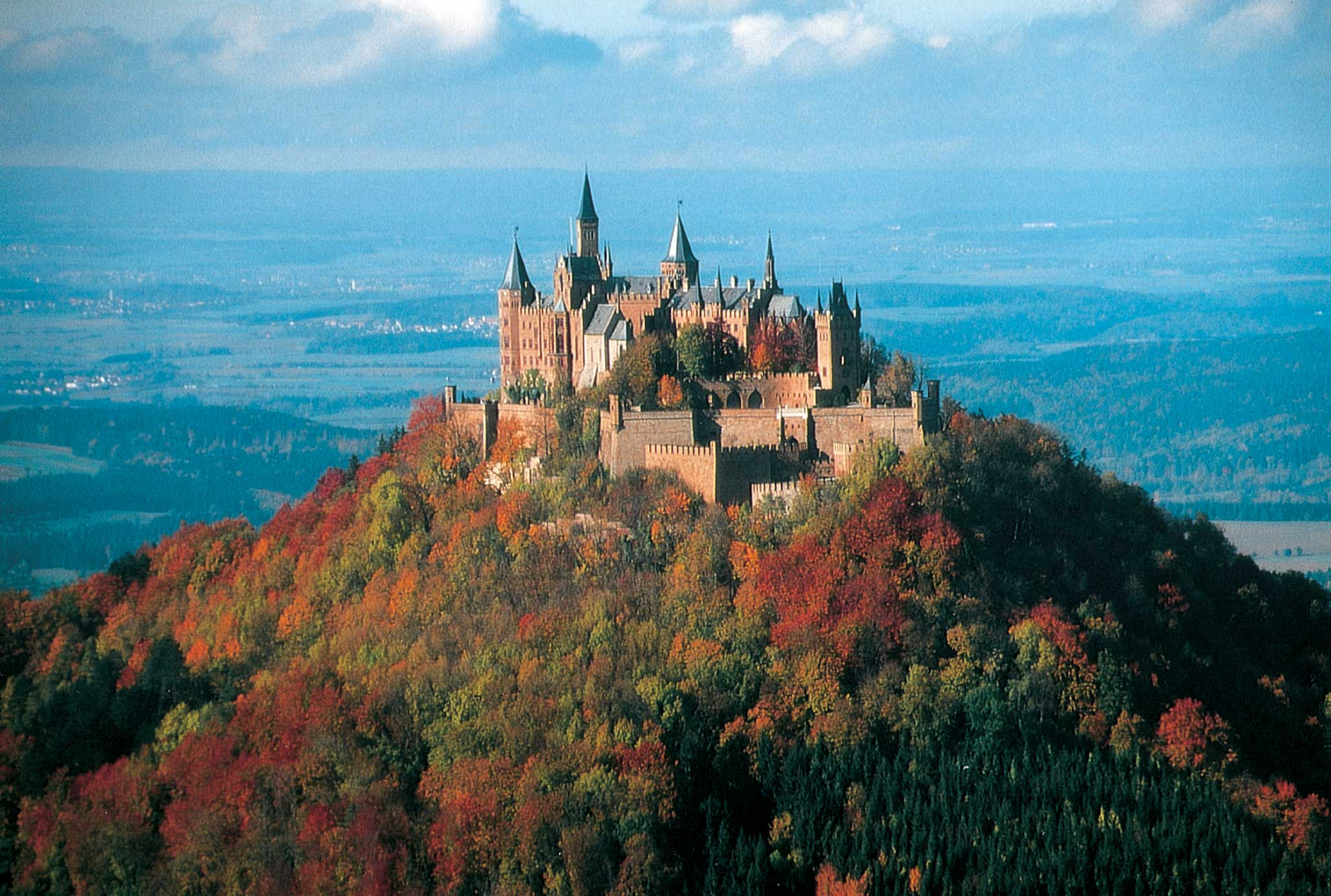
Burg Hohenzollern

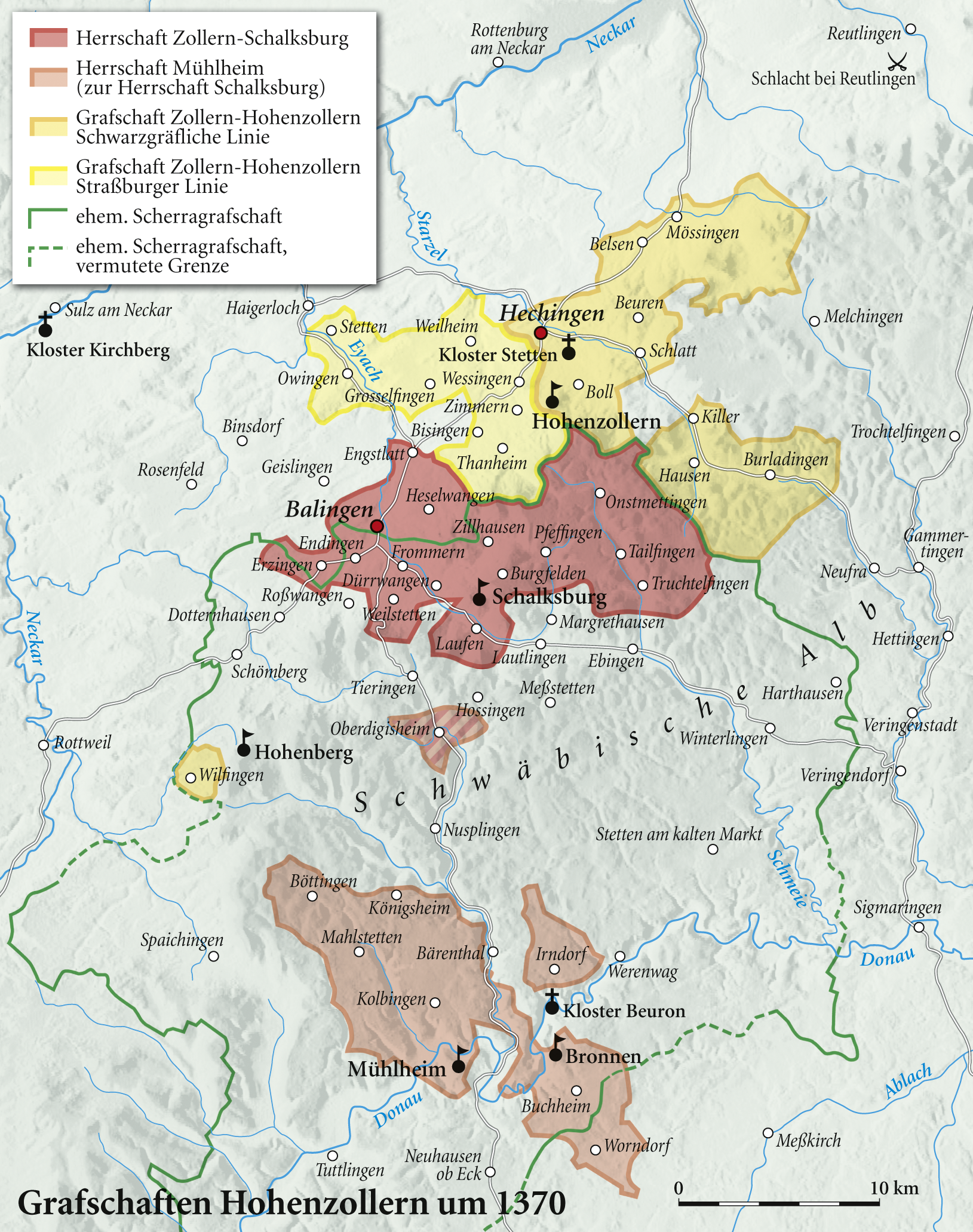
Die Besitzungen der Familienzweige um 1370

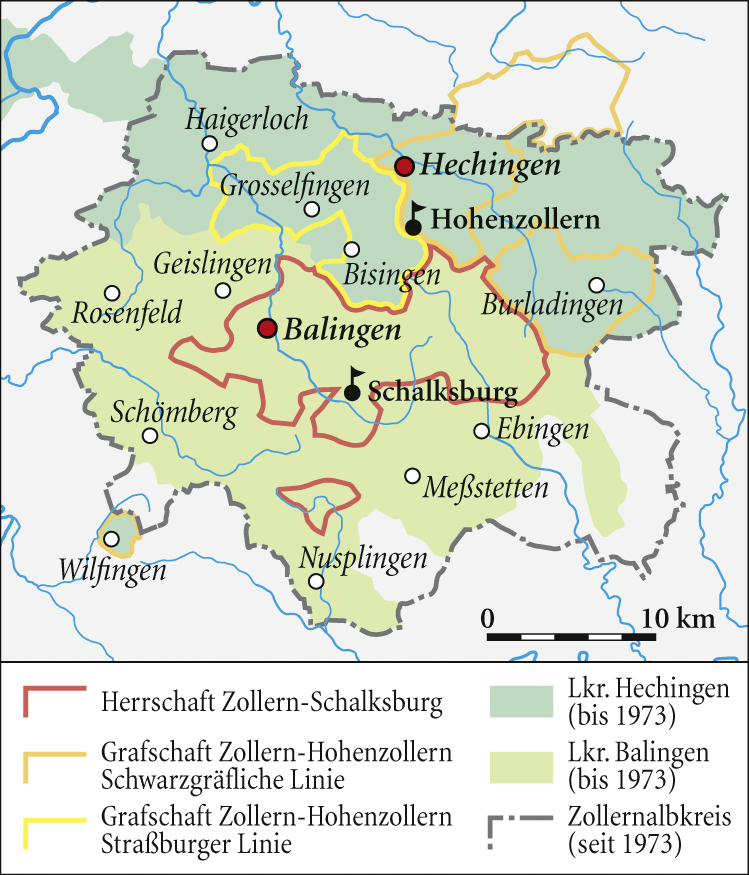
Die altzollerischen Besitzungen auf dem Gebiet des heutigen Zollernalbkreises

### Die Grafen von Zollern im Mittelalter

#### Erste Erwähnung
Die Zollern gehören zu den ältesten und bedeutendsten schwäbischen Hochadelsgeschlechtern. Für das Jahr 1061 werden Zollern erstmals in der Chronik Bertholds von der Reichenau erwähnt. Dieser nennt Burchardus und Wezil „de Zolorin“, die gefallen seien. Wezil steht dabei für Werner. Das St. Galler Totenbuch nennt als Todestag den 29. August. Herkunft und Verwandtschaftsverhältnisse der Zollern sind unsicher. Die Edelfreien von Zollern waren eine der ersten Familien in Süddeutschland, die sich nach ihrem Stammsitz, dem Hohenzollern bei Hechingen, benannten.
Nennungen im Umfeld mit dem Kloster Reichenau lassen vermuten, dass die Zollern als Verwalter Reichenauer Kirchengutes zu Macht gekommen sind. Gesichert ist jedenfalls, dass in der frühen Zeit eine enge Verbindung mit dem Bodenseekloster bestand. Ulrich von Zollern starb als Abt der Reichenau 1136, und später traten zahlreiche Zollern dort als Mönche ein.

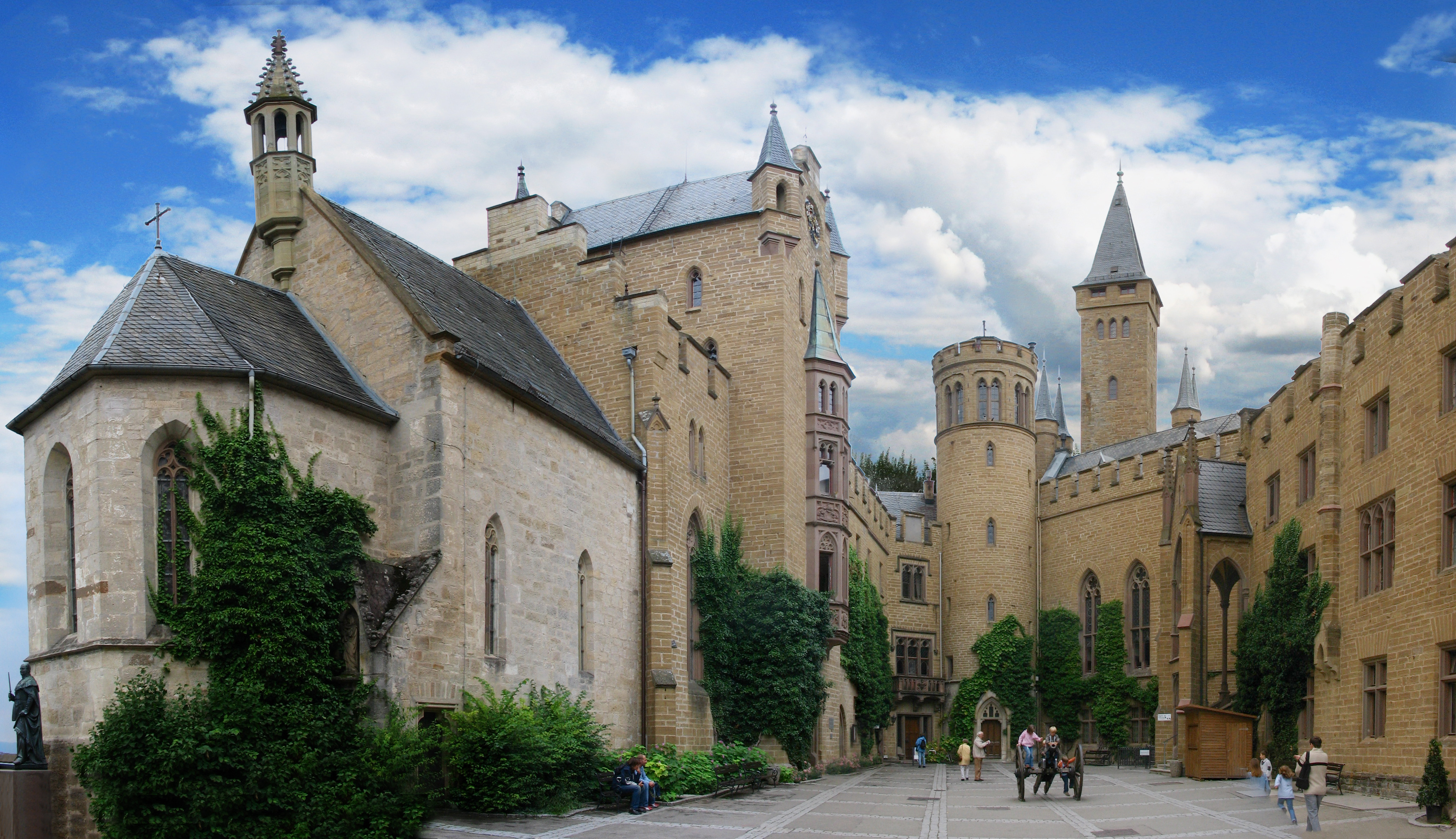
Innenhof der Burg Hohenzollern
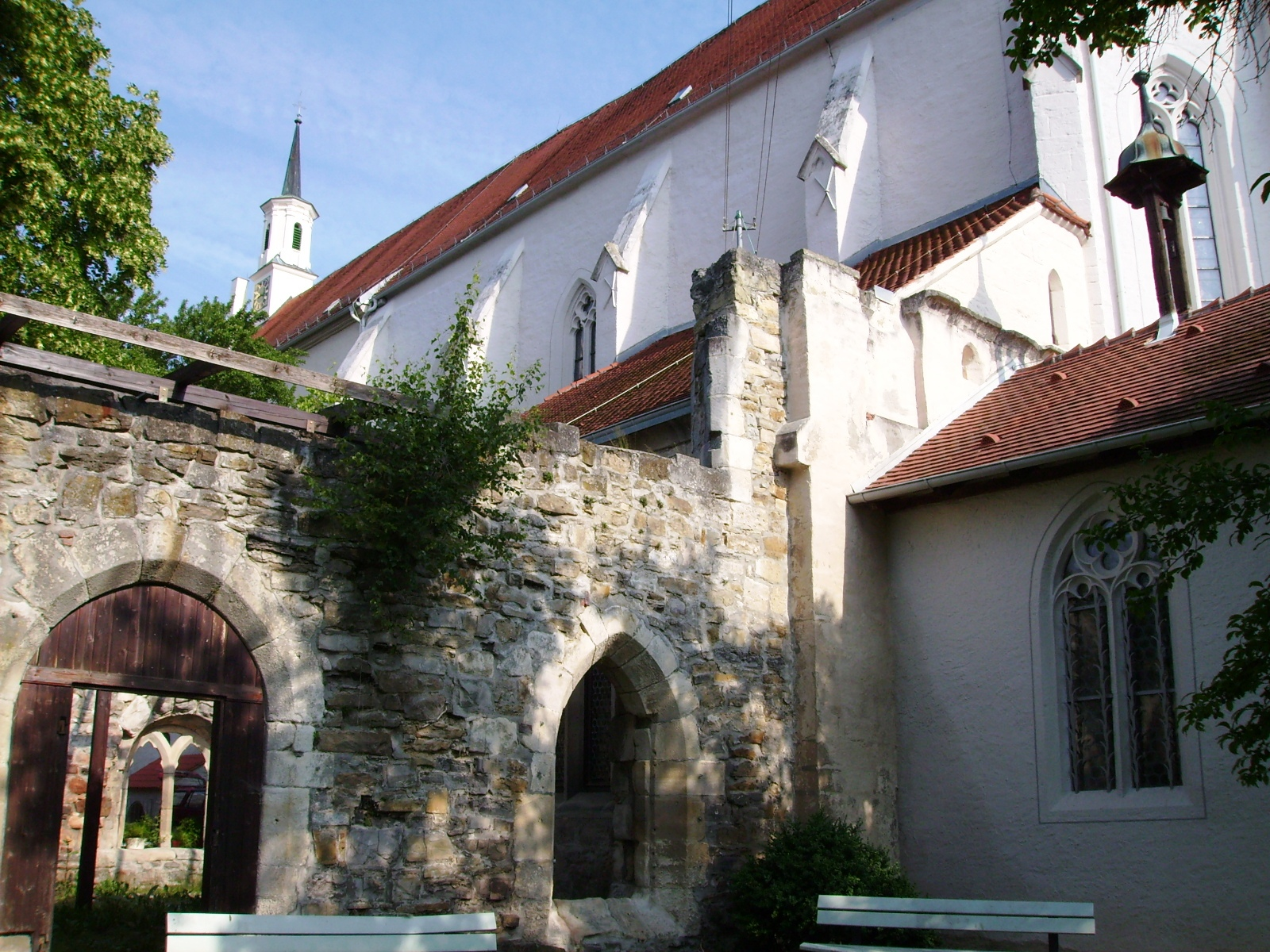
Klosterkirche Hechingen-Stetten (Erbgrablege)

#### Dienst für Reich und Kirche
An der Gründung des Klosters Alpirsbach um 1095 war Adalbert von Zollern beteiligt. Um 1111 wurden den Zollern von Kaiser Heinrich V. Grafenrechte verliehen. Sie traten im 12. Jahrhundert hauptsächlich auf den Landtagen der Herzöge von Schwaben und auf den Hoftagen der Staufer im Zusammenhang mit schwäbischen Angelegenheiten auf. Es wird deshalb vermutet, dass die Grafenrechte auf einem Lehen des Herzogtums Schwaben beruhen könnten. Die Zollern waren aber sowohl auf Landtagen der Zähringer als auch auf Landtagen Heinrichs des Löwen für Lehen in der Nähe von Ravensburg vertreten. Um 1125 besaßen sie eine Herrschaft mit eigenen Ministerialen. Sie nutzten ihre Ämter, die sie im Dienst für das Reich und die Kirche innehatten, und das von ihnen verwaltete Kirchengut, um eine Adelsherrschaft aufzubauen. Der Mediävist Dieter Mertens bezeichnet die Zollern als alten Adel in neuer Formation.
Durch das Aussterben der benachbarten Grafen von Gammertingen und Haigerloch und den Niedergang der Grafen von Veringen und der Pfalzgrafen von Tübingen konnte das Territorium weiter anwachsen. In der zweiten Hälfte des 12. Jahrhunderts erreichten die Besitzungen der Zollern ihre größte Ausdehnung. Sie erstreckten sich vom oberen Neckar bis zur oberen Donau. Im Zentrum lag die Zollernburg. Doch immer wieder brachten Erbteilungen und Erbstreitigkeiten das Zollerngeschlecht in Gefahr. Nach 1179 spalteten sich als Seitenzweig die Hohenberger von den Zollern ab und traten die Nachfolge der Grafschaft Haigerloch an. Sie nannten sich in der Folgezeit nach der bei Schörzingen gelegenen Burg von Hohenberg und erwarben Land in Rottenburg. Später erhielten sie unter anderem die Gebiete um Tübingen und Calw. Durch die Abspaltung der Hohenberger gingen die westlichen Teile der zollerischen Besitzungen verloren.

#### Staufer-Gefolgschaft und Teilung der Linien
Friedrich III. von Zollern war ein treuer Gefolgsmann der Stauferkaiser Friedrich I. Barbarossa und Heinrich VI. und heiratete um 1185 Sophia von Raabs, die Tochter des Nürnberger Burggrafen Konrad II. von Raabs. Er war im Rat der Stauferkaiser sehr angesehen. Nach dem Tod seines Schwiegervaters, der keine männlichen Nachkommen hinterließ, wurde Friedrich 1191 von Heinrich VI. mit der Burggrafschaft Nürnberg belehnt. Seine Söhne teilten die Besitztümer auf. Der ältere, Konrad I. von Nürnberg-Zollern, erhielt um 1218 von seinem jüngeren Bruder im Tausch die Burggrafschaft Nürnberg und begründete die fränkische Linie der Hohenzollern, aus der später die brandenburg-preußische Linie hervorging, der jüngere Bruder Graf Friedrich IV. von Hohenzollern führte die schwäbische Linie fort.
Das Adelsgeschlecht der Schenken von Stauffenberg stellte im 13. Jahrhundert die Mundschenke der Grafen von Zollern. Das Kloster Alpirsbach war von Hechingen zu weit entfernt und kam als Grablege nicht in Betracht. Am 9. Januar 1267 wurde deshalb das Kloster Stetten unterhalb der alten Zollernburg durch eine Stiftung von Graf Friedrich V., dem Erlauchten, und seiner wohlhabenden Gemahlin Uodelhilt von Dillingen zum Hauskloster und zur Erbgrablege der Zollern erhoben. Zwei Jahrhunderte lang diente die Klosterkirche den Grafen von Hohenzollern als Grablege.

#### Erbteilung und Herrschaft Schalksburg
In der Mitte des 13. Jahrhunderts entfachte ein Streit um die ehemalige Scherragrafschaft zwischen den Grafen von Hohenberg, von Zollern, von Urach, von Württemberg und derer von Veringen. 1267 ist ein Angriff der Zollern auf Haigerloch belegt, der für die Zollern siegreich endete. Es wird angenommen, dass vorher bereits Schlachten in Ebingen, Schömberg, Rottenburg, Horb und Hechingen stattfanden, bei denen unter anderem Binsdorf und Schömberg in hohenbergischen Besitz übergingen. Während Albert von Hohenberg mit König Rudolf von Habsburg vor Stuttgart lag, kam es am 23. Oktober 1286 zu einem heftigen und für die Zollern siegreichen Zusammenstoß zwischen Graf Friedrich V. von Zollern und Alberts Bruder Burkard bei Balingen, das fortan zollerisch war. 1286 erfolgte in Rottweil um Weihnachten in Anwesenheit des Königs eine Versöhnung zwischen Zollern und Hohenbergern, die aber wohl nicht lange Bestand hatte. Graf Friedrich V. hatte seinen beiden Söhnen bereits zu Lebzeiten Mitregentschaftsrechte eingeräumt. Noch vor seinem Tod gingen die Herrschaft Schalksburg und die Herrschaft Mühlheim im Wege der Erbteilung an seinen jüngeren Sohn, nämlich an Friedrich den Jungen, genannt von Merckenberg. Dieser begründete damit die Linie der Grafen von Zollern-Schalksburg. Friedrich VI., genannt der Ritter, übernahm ab Mai 1288 die Herrschaft Zollern-Hohenzollern. Friedrich V. starb am 24. Mai 1289 und wurde im Kloster Stetten beigesetzt.

#### Überschuldung und Wiederaufbau
Die Grafen Friedrich IX. genannt der Schwarzgraf und sein Bruder Friedrich genannt der Straßburger begründeten 1344 zwei weitere eigene Linien. Friedrich der Straßburger war zunächst Chorherr zu Straßburg, doch kehrte er in den weltlichen Stand zurück und verehelichte sich 1343, weshalb der Schwarzgraf das elterliche Erbe mit ihm teilte. Dadurch wurde auch der Besitz um die Burg Hohenzollern in den Stammlanden zwischen dem Schwarzgraf und dem Straßburger aufgeteilt. Der mittlere der drei Brüder Friedrich von Zollern, genannt Ostertag (II.), war Chorherr zu Augsburg und Johanniter. Er wurde in der Erbteilung von 1344 mit Apanagegütern abgefunden und erklärte ansonsten seinen Erbverzicht.
Die Grafen von Hohenzollern hatten bald erhebliche wirtschaftliche Probleme. Graf Eberhard II. von Württemberg erwarb 1388 die Pfandschaft über die Stadt Hechingen. Die Zollerngrafen verpflichteten sich, in den folgenden sechs Jahren seine Parteigänger zu sein und ihm die Stadt und ihre Stammburg zu öffnen. Im Jahr 1402 wurde der Besitz der Straßburger Linie dann zwischen den Grafen Friedrich XII., genannt der Öttinger, und seinem Bruder Eitel Friedrich I. aufgeteilt. 1403 starb der einzige Sohn des Grafen Friedrich V. von Zollern-Schalksburg, genannt Mülli. Der völlig überschuldete Vater entschloss sich daraufhin, seine Herrschaft für 28.000 Gulden an Württemberg zu verkaufen. Diese Mittel hätten seine Verwandten nicht aufbringen können, der Verkauf ist die geschichtliche Grundlage der Sage vom Hirschgulden. Mit dem Tode Müllis 1408 starb die Schalksburger Linie aus und das Herrschaftsgebiet um Balingen war für die Zollerngrafen verloren, die Herrschaft Mühlheim war bereits 1391 an die Herren von Weitingen gefallen.
Als 1412 die schwarzgräfliche Linie ebenfalls ausstarb, gerieten die Streitigkeiten zwischen den Brüdern Friedrich XII. und Eitel Friedrich I. zur offenen Fehde und führten die Stammlande fast in den Ruin. Der Öttinger verkaufte 1415 seinen gesamten Besitz an Württemberg. Doch reichte dies nicht aus, um seine Gläubiger zu befriedigen. Das Rottweiler Hofgericht sprach die Acht über ihn aus. Ein Vermittlungsversuch der brandenburgischen Vettern scheiterte. Die schwäbischen Reichsstädte und Gräfin Henriette von Württemberg vollstreckten 1423 die Acht, indem sie die Burg Hohenzollern eroberten und zerstörten. Nach seiner Freilassung aus der Gefangenschaft starb der mit seinem Bruder verfeindete Friedrich auf einer Fahrt ins Heilige Land. Auch sein Bruder Eitel Friedrich I. verpfändete seinen Anteil an der Grafschaft an Württemberg und erkannte im Gröninger Vertrag 1429 die Erbfolge Württembergs an, falls er keinen Sohn bekommen sollte. 1433 zeugte er dann aber fast 50-jährig seinen Erben Jobst Nikolaus I., und bis zu seinem Tode im Jahr 1439 gelang es ihm, die Hälfte seines Besitzes zurückzuerwerben. Graf Jost Niklaus I. konnte 1454 gegen den Widerstand des Schwäbischen Städtebundes beim Kaiser die Erlaubnis zum Wiederaufbau der Burg erwirken. Finanziell wurde er dabei von Markgraf Albrecht Achilles von Brandenburg unterstützt. Außerdem gelang es ihm, den Erbvertrag mit Württemberg zu lösen. 1467 erwarb er die Orte Rangendingen und Steinhofen, 1473 Jungingen und Hörschwag. Er wurde als letzter Zollerngraf 1488 im Kloster Stetten beigesetzt. Danach wurde die Stiftskirche zur Grablege.

### Zeitalter der Reformation

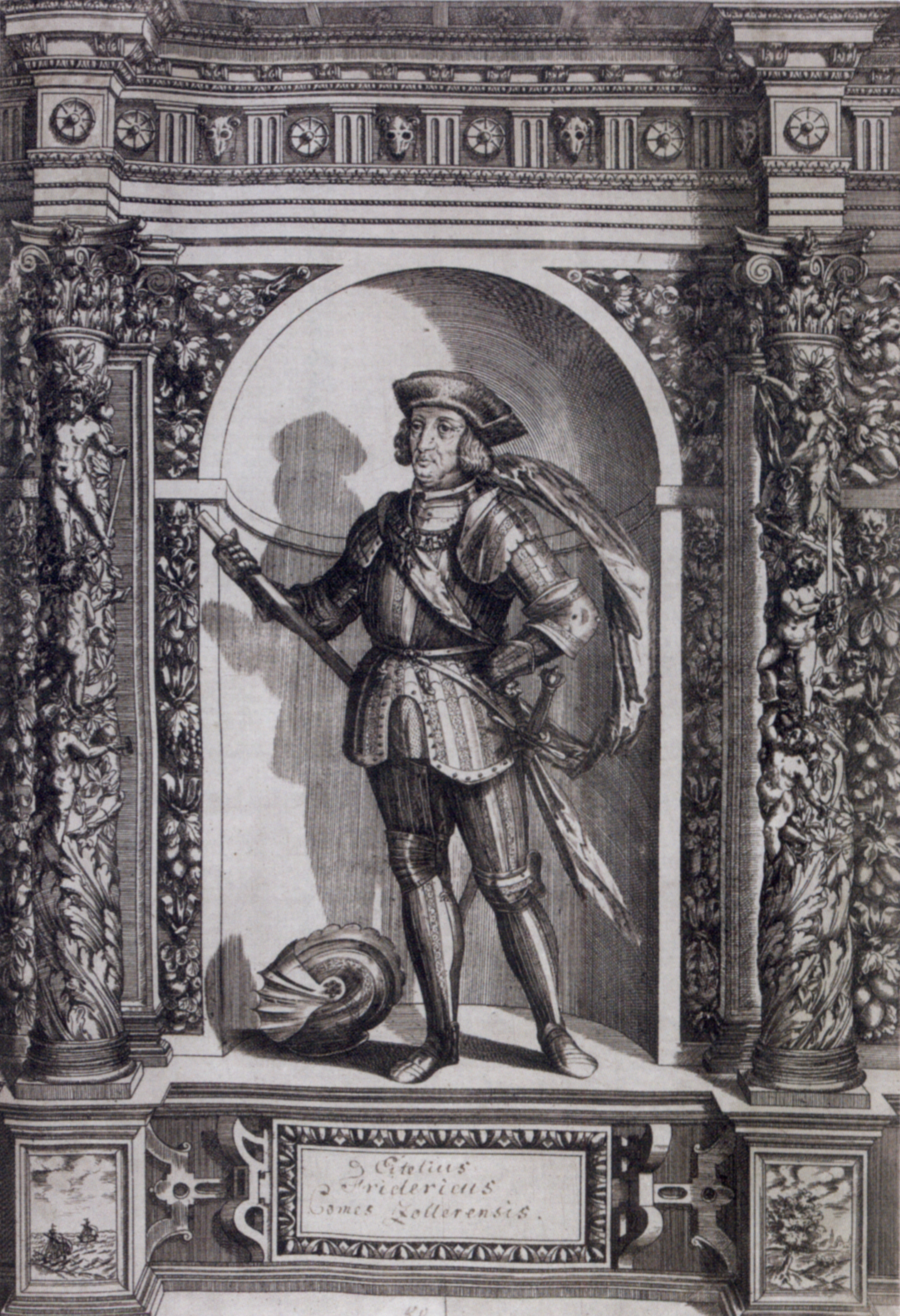
Eitel Friedrich II. Graf von Zollern

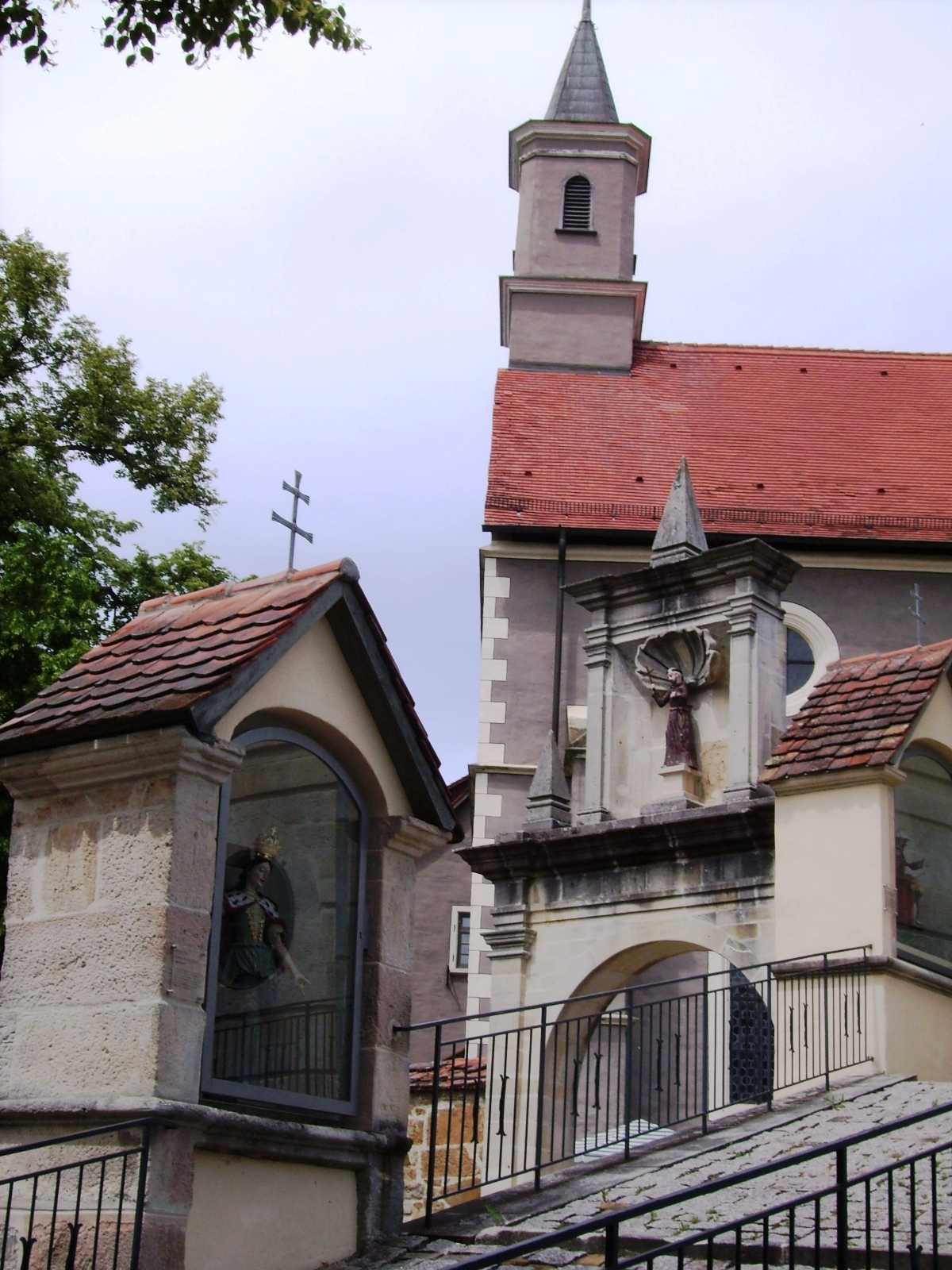
Kloster St. Luzen, gegründet von Graf Eitel Friedrich IV.

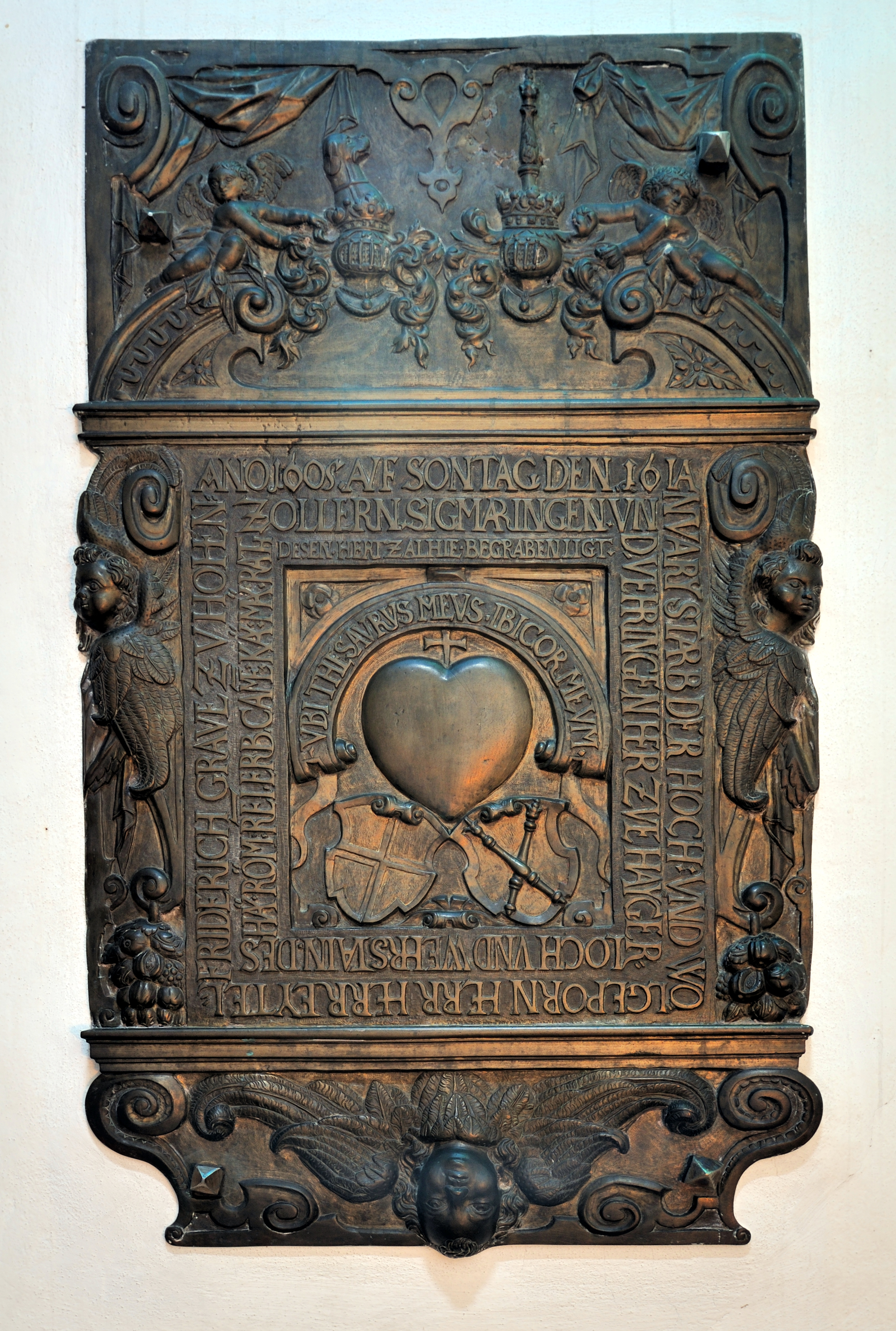
„Ubi thesaurus meus, ibi cor meum“, Bronzeplatte in der Klosterkirche St. Luzen

#### Im Dienst der Habsburger
Die Grafen von Zollern waren die unumschränkten Gerichtsherren und die größten Grundherren in ihrem Territorium. Über viele Jahre hinweg standen sie im Dienst der Habsburger und belegten im Heiligen Römischen Reich höchste Ämter. Der spätere Kaiser Maximilian I. von Habsburg hatte schon als Kind 1466 die Burg Hohenzollern besucht und war mit Graf Eitel Friedrich II. befreundet. Dieser konnte 1497 die Herrschaft Haigerloch durch Tausch mit der Herrschaft Rhäzüns für die Grafschaft gewinnen. Unter der Bezeichnung Kammerrichter wurde er der erste Präsident des Reichskammergerichts und erhielt 1504 das Reichserbkämmereramt. Er erließ als Gesetzbuch für sein Territorium die hohenzollerische Landesordnung. Sein Enkel Karl I. war ebenfalls Reichserbkämmerer und später noch Reichshofratspräsident. Er erhielt 1535 von seinem Taufpaten Kaiser Karl V. als Anerkennung für seine Verdienste die Grafschaften Sigmaringen und Veringen als österreichische Lehen. Unter Jobst Nikolaus II. erwarb die Stammgrafschaft Zollern die Herrschaft Heimburg mit Grosselfingen, Owingen und Stetten. Als Jobst Nikolaus II. 1558 starb, erbte Karl I. auch noch die Stammgrafschaft Zollern mit der Herrschaft Haigerloch-Wehrstein. 1575 ordnete Karl I. die Erbteilung seiner gesamten Besitzungen an. Nach seinem Tod 1576 verzweigte sich deshalb die schwäbische Linie der Hohenzollern weiter in die älteste Linie Hohenzollern-Hechingen für den ersten Sohn Eitel Friedrich IV. sowie in die Seitenlinien Hohenzollern-Sigmaringen und Hohenzollern-Haigerloch für dessen jüngere Brüder Karl II. und Christoph.
Karls Sohn Eitel Friedrich IV. studierte bei den Jesuiten an der Universität Dillingen und in Bourges. Danach war er wahrscheinlich eine Zeit lang im Dienst des bayerischen Herzogs Albrecht V. Mit dessen Sohn Herzog Wilhelm V. stand er sein ganzes Leben lang in einer engen freundschaftlichen Verbindung. Regent der Stammlande Hohenzollern-Hechingen war er von 1576 bis 1605. Die protestantische Lehre lehnte er energisch ab und gleichzeitig versuchte er, der württembergischen Umklammerung seines kleinen Territoriums entgegenzuwirken. Er gilt als Neubegründer des im 16. Jahrhundert herunter gekommenen und verlassenen Dominikanerinnenklosters Rangendingen. Bestärkt durch Herzog Wilhelm V. von Bayern errichtete er ein Franziskanerkloster bei der früheren Hechinger Pfarrkirche St. Luzen. In der Hechinger Oberstadt baute er ein vierflügliges Residenzschloss im Stil der Renaissance. Eitel Friedrich starb im Jahr 1605. Sein Herz wurde in der Klosterkirche St. Luzen beigesetzt. Die bronzene Gedenkplatte in der dortigen Antoniuskapelle trägt die Aufschrift: „Ubi thesaurus meus, ibi cor meum“ („Wo mein Schatz liegt, da ruht mein Herz“; vgl. Lk 12,34 ).

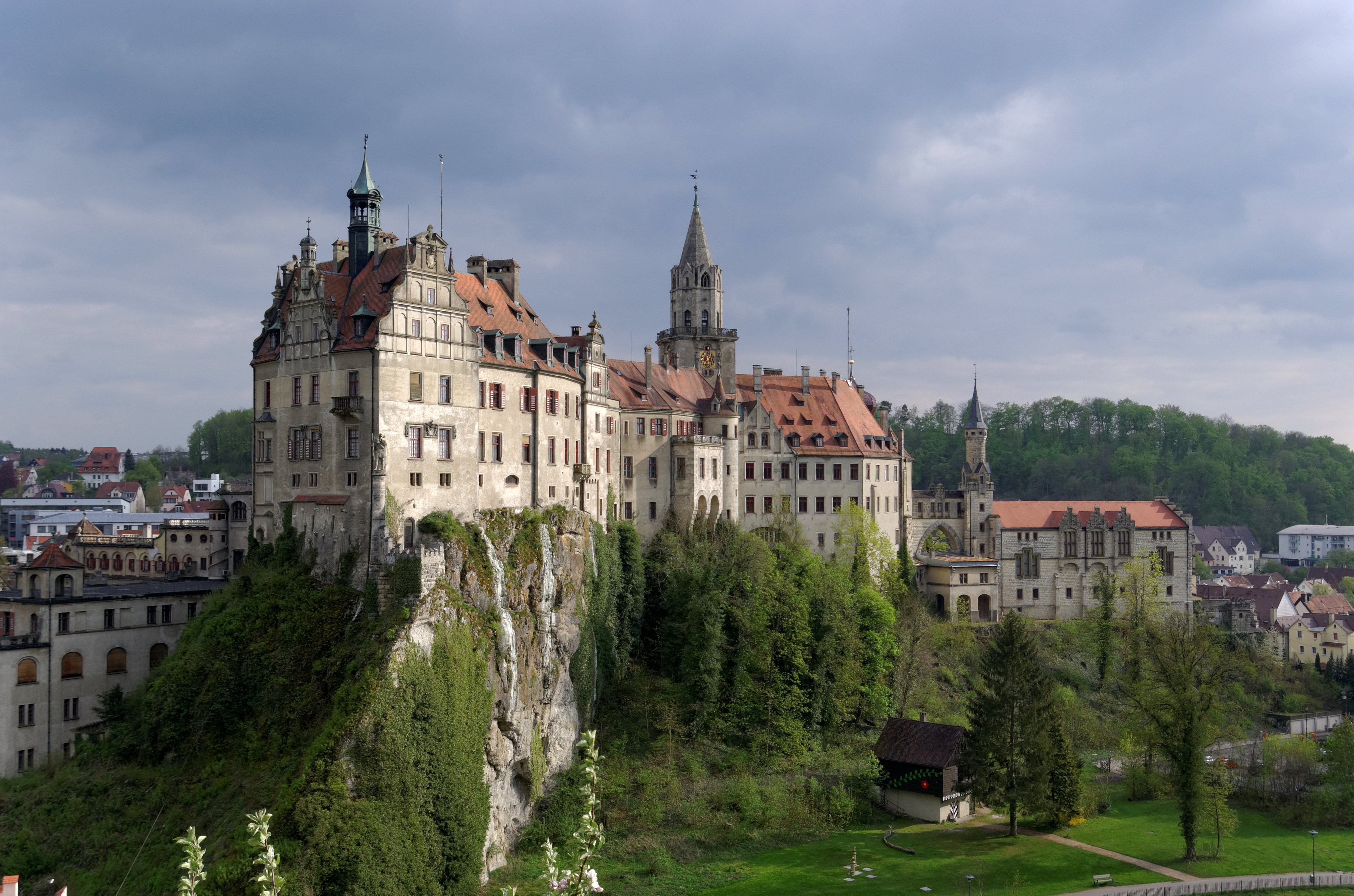
Schloss Sigmaringen
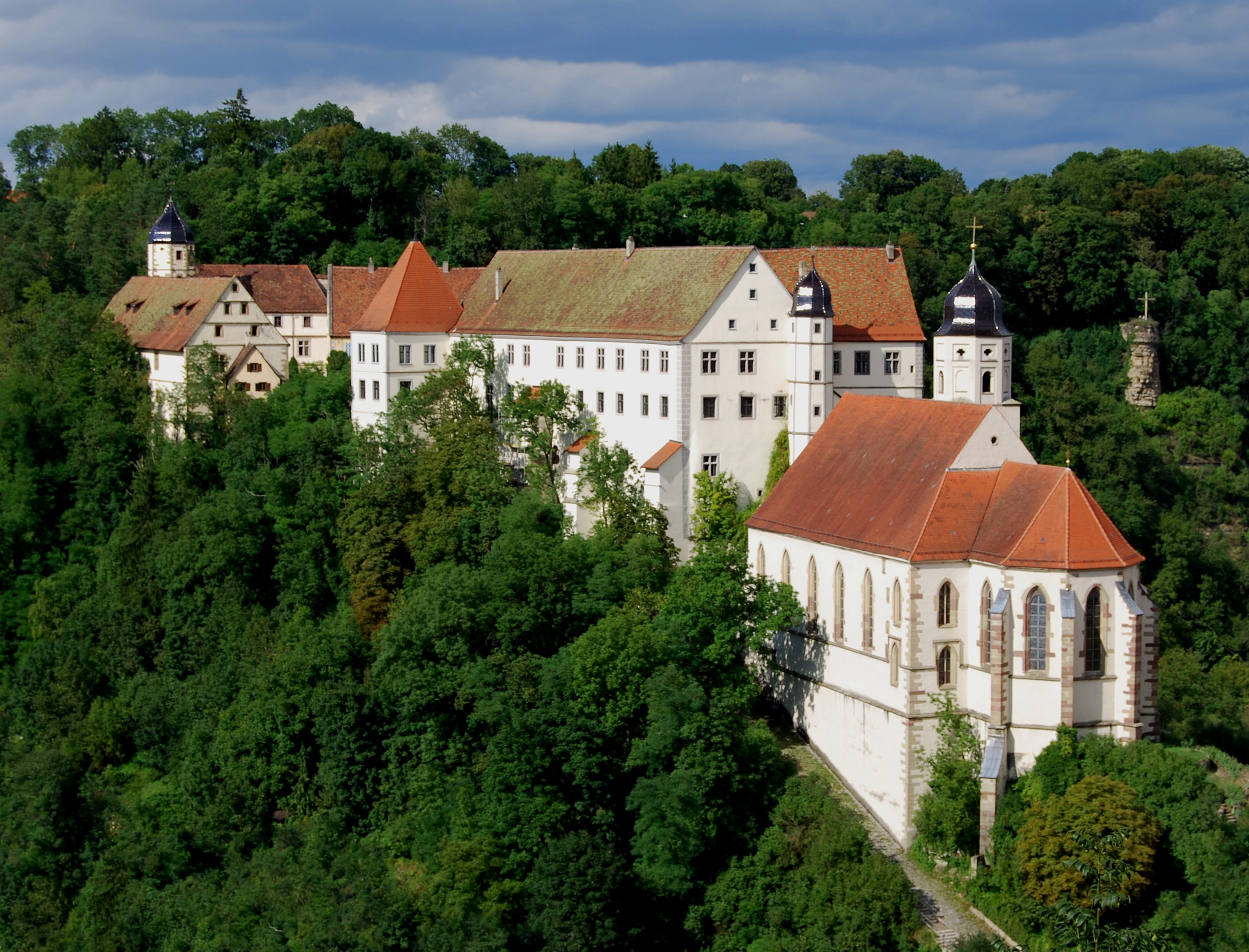
Schloss Haigerloch

#### Katholische Liga
In der Reformation blieben die schwäbischen Hohenzollern im Gegensatz zu den Hohenzollern des Kurfürstentums Brandenburg nach den Regelungen des Augsburger Religionsfriedens (Cuius regio, eius religio) katholisch. Das angrenzende und weit größere Herzogtum Württemberg war eine protestantische Hochburg. Die hohenzollerischen Grafschaften befanden sich also an exponierter Stelle im sich zuspitzenden Konfessionsstreit. Sie banden sich deshalb im Dreißigjährigen Krieg eng an das Herzogtum Bayern, den Vorreiter der Katholischen Liga. Das Bündnis mit dem bayerischen Herzog Maximilian I. und dem katholischen Kaiser Ferdinand II. machte sich bezahlt. Nachdem Böhmen 1623 unterworfen war und Bayern selbst vom Herzogtum zum Kurfürstentum aufstieg, wurden auch die schwäbischen Hohenzollern mit einer Rangerhöhung belohnt.
Der Reichstag in Regensburg bewilligte die Erhebung der beiden Grafen als Hauptstützen des Hauses Habsburg und der Katholischen Liga in den erblichen Fürstenstand. Graf Johann Georg von Hohenzollern-Hechingen wurde wie sein Vetter Johann von Hohenzollern-Sigmaringen zum Fürsten erhoben. Ohne Rangerhöhung blieb die Haigerlocher Linie. Sie starb 1634 aus, ihr Territorium wurde nach einer Verordnung des Grafen Karl I. dem ältesten der Vettern, Johann von Hohenzollern-Sigmaringen, und damit der Sigmaringer Linie, zugeschlagen. Das Entstehen der Linien Hohenzollern-Sigmaringen und Hohenzollern-Hechingen stellte eines der bedeutendsten Ereignisse in der Geschichte der schwäbischen Hohenzollern dar. Vergleichbare relevante historische Veränderungen bedeuteten für die Familie die Abspaltung der Hohenberger in der Mitte des 12. Jahrhunderts und der Verkauf der Herrschaft Schalksburg 1403 an die Württemberger. Die beiden Fürstentümer Hohenzollern-Sigmaringen und Hohenzollern-Hechingen existierten bis 1849 und wurden 1850 gemeinsam als Hohenzollernsche Lande Teil von Preußen.
In den Jahren 1633 bis 1634 führte der Dreißigjährige Krieg dann nochmals zu einer Belagerung und Eroberung der Burg Hohenzollern durch den protestantischen Herzog Eberhard III. von Württemberg, der von schwedischen Truppen unterstützt wurde. Bayerische Truppen zwangen dann 1635 die Württemberger wieder zum Abzug, blieben aber ihrerseits auf der Burg, 1650 wurde sie von kaiserlichen Truppen besetzt. Die Habsburger hielten den Ort für strategisch bedeutend und erkauften sich für 5.000 Gulden jährlich das Recht, je nach Bedarf eine Besatzung in die Burg zu legen. Erst 1798 gaben sie dieses Besatzungsrecht wieder auf.

### Absolutismus
Die Fürsten von Hohenzollern-Hechingen verfügten nur über ein kleines Territorium und waren fast immer überschuldet. Eine glänzende Hofhaltung, der Reichsdienst und die fürstliche Repräsentation überforderten die Kräfte des kleinen Landes. Eine strenge Jagd- und Waldordnung diente der Durchsetzung des fürstlichen Absolutismus und erregte den Unmut der Bauern. Diese verloren das alte Recht auf die freie Pirsch. Die Untertanen kämpften für eine Begrenzung der landesherrlichen Allgewalt und eine Einschränkung der Fronen und Abgaben von 1584 bis 1796 in immerhin 15 Aufständen. Dem hohen Rang der Fürsten schadete dies aber nicht. Sie waren als Reichsfürsten auf dem Reichstag vertreten. Hinter Württemberg und Baden nahmen sie den Sitz auf der weltlichen Fürstenbank des schwäbischen Kreises ein. Die männlichen Mitglieder des Hauses nahmen hohe militärische oder geistliche Funktionen wahr, die Prinzessinnen wurden entweder mit Angehörigen des Hochadels verheiratet oder traten in geistliche Stifte und Klöster ein.
Durch Erbverträge mit dem kurfürstlichen Haus Brandenburg in den Jahren 1695 und 1707 wurde bestimmt, dass der Kurfürst von Brandenburg Chef des Gesamthauses Hohenzollern wird und bei einem Erlöschen der schwäbischen Linie deren Erbe antreten soll. Diese vertragliche Verbindung mit Preußen stärkte das Zusammengehörigkeitsgefühl der Hohenzollern und sicherte die Unabhängigkeit des kleinen Fürstentums. Von 1764 bis 1775 war Friedrich Wilhelm von Steuben Hofmarschall beim Fürsten von Hohenzollern-Hechingen.
In der Zeit der Aufklärung erhielt die Bildung auch im Fürstentum Hohenzollern-Hechingen eine höhere Bedeutung. Der wichtigste Grundsatz der Aufklärung besagte, dass die Vernunft im Stande sei, die Wahrheit ans Licht zu bringen. Fürst Josef Friedrich Wilhelm gründete 1775 ein Gymnasium. Zu den Lehrkräften gehörten auch zwei Franziskaner-Mönche des Klosters St. Luzen. 1798 wurde die Leibeigenschaft im sogenannten Landvergleich aufgehoben, außerdem wurde die Besteuerung neu geregelt.

### 19. Jahrhundert

#### Bündnispartner Napoleons

Friedrich Fürst von
Hohenzollern-Hechingen

Zu Beginn des 19. Jahrhunderts konnte Fürstin Amalie Zephyrine von Hohenzollern-Sigmaringen eine Mediatisierung durch Napoleon verhindern, da sie in Paris lebte und mit dessen Gemahlin Kaiserin Joséphine befreundet war. Den beiden hohenzollernschen Fürstenhäusern Sigmaringen und Hechingen gelang es so, ihre Souveränität zu erhalten, sonst wären sie beide dem neuen Königreich Württemberg zugeschlagen worden. Fürst Hermann verlor zwar die Feudalrechte in der ererbten Grafschaft Geulle mit den dazugehörigen Herrschaften Mouffrin und Baillonville in den Niederlanden. Als Entschädigung erhielt er aber im Rahmen der Säkularisation die in seinem Territorium gelegenen Klöster Stetten und Rangendingen, das Stift St. Jakob in Hechingen sowie die Herrschaft Hirschlatt in Oberschwaben.
1806 schuf Napoleon den Rheinbund und zerschlug damit endgültig das Heilige Römische Reich. Fürst Hermann ließ die Rheinbundakte vom 12. Juli 1806 von seinem Bevollmächtigten Franz Xaver Fischler unterzeichnen. Damit sagte sich Hohenzollern-Hechingen gemeinsam mit ursprünglich 15 weiteren süd- und westdeutschen Reichsständen formell vom Reich los und schloss sich in einer Konföderation zusammen, als deren „Protektor“ Napoleon fungierte. Zuvor hatte Napoléon ein 24-stündiges Ultimatum für die Unterzeichnung gestellt, bei dessen Nichteinhaltung seine Truppen im Süden und Westen Deutschlands einmarschiert wären. Über den Beitritt der beiden Fürstentümer Hohenzollern-Hechingen und Hohenzollern-Sigmaringen zum Rheinbund hat er in seinen Erinnerungen Ich – Der Kaiser geschrieben:

„Die Hohenzollern und die Salm wurden deshalb zugelassen, weil mehrere Mitglieder dieser Familien lange in Frankreich verweilt und Anhänglichkeit gezeigt hatten.“

Die politische Nähe zu Napoleon lohnte sich für Fürst Hermann unter zwei Gesichtspunkten. Zum einen konnten die beiden Fürsten von Hohenzollern als einzige ihrer schwäbischen Standesgenossen die volle Staatshoheit über ihre Gebiete behalten. Zum anderen wurde ihnen im Rahmen der Säkularisation geistlicher Besitz zugewiesen. Dafür kämpfte sein Sohn, der Erbprinz und spätere Fürst Friedrich, als begabter Offizier auf der Seite der Franzosen, wo er sich auf dem Russlandfeldzug schwere Kriegsverletzungen zuzog, von denen er sich nie mehr ganz erholte.

#### Zeit der Restauration

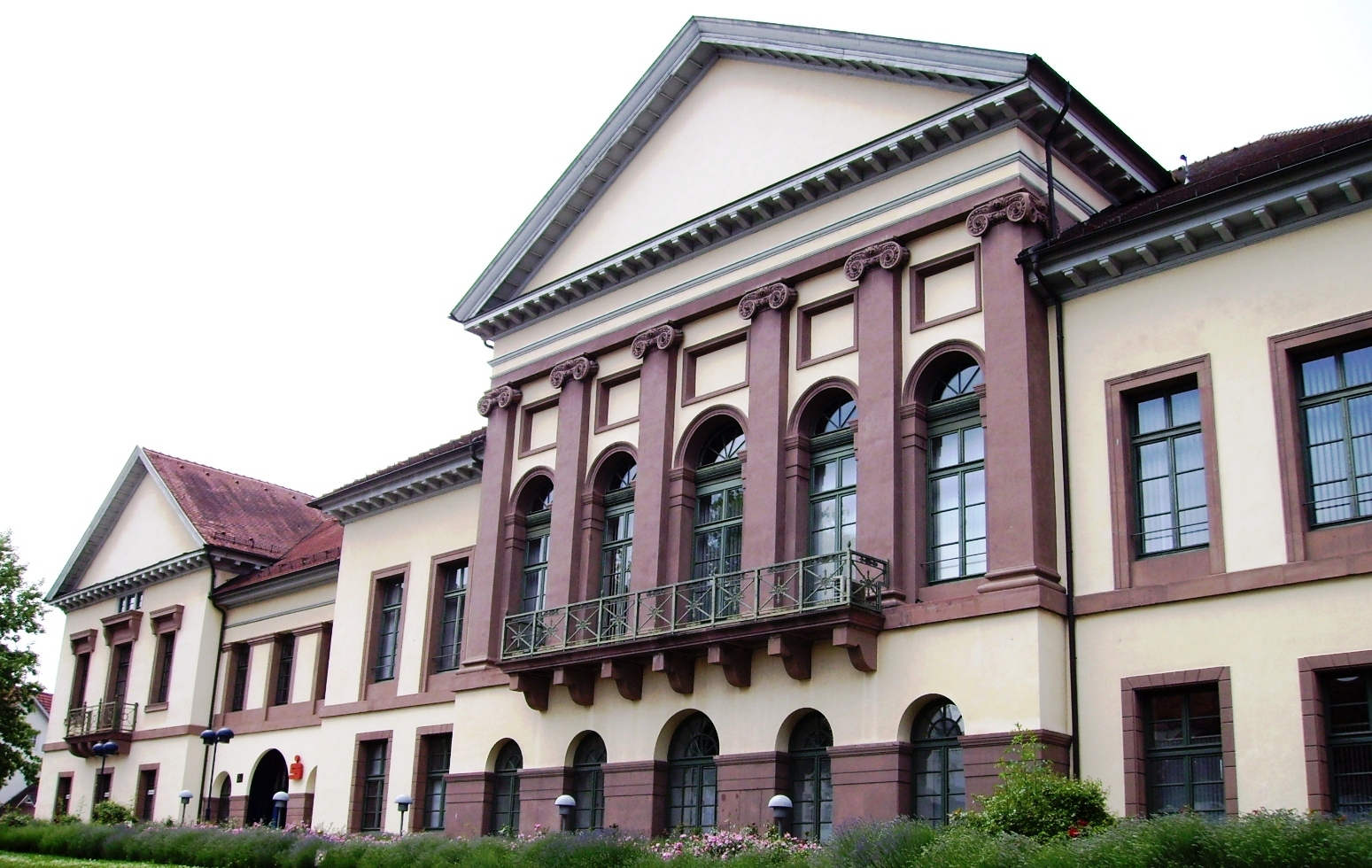
Neues Schloss, erbaut unter Fürst Friedrich Hermann Otto

Nach der Verbannung Napoleons trat Hohenzollern-Hechingen dem Deutschen Bund bei. Die Deutsche Bundesakte war die Verfassung des Deutschen Bundes. Sie wurde am 8. Juni 1815 während des Wiener Kongresses verabschiedet. Nach ihrer Präambel sollten sich

„[…] die souveränen Fürsten und freien Städte Deutschlands […], von den Vorteilen überzeugt, welche aus ihrer festen und dauerhaften Verbindung für die Sicherheit und Unabhängigkeit Deutschlands und die Ruhe und das Gleichgewicht Europas hervorgehen würden, […] zu einem beständigen Bunde […] vereinigen.“

Hohenzollern-Hechingen erhielt eine Stimme im Plenum des Deutschen Bundes. Zu Anfang des 19. Jahrhunderts war das Fürstentum aufgrund seiner desolaten Finanzverwaltung völlig überschuldet und stand kurz vor dem Staatsbankrott. Für den Dichter Achim von Arnim wurde es zur Vorlage für seinen 1810 erschienenen Roman Armut, Reichtum, Schuld und Buße der Gräfin Dolores. In einem Brief an Jacob Brentano schrieb er dazu:

„[…] es ist eine Posse, wozu mir Hechingen die Veranlassung gab, wo das jüdische Handelshaus Kaulla sich in ungeheurem Reichtum erhob, während das Fürstenhaus Hohenzollern verarmte.“

Als Papst Pius VII. 1821 aus machtpolitischen Gründen das alte und in seinen Augen zu liberale und der Aufklärung verpflichtete Bistum Konstanz aufhob und das Erzbistum Freiburg gründete, schlossen sich die hohenzollerischen Fürsten dieser Neugründung an. Das viel näher gelegene Rottenburg am Neckar wurde dagegen zum Landesbistum für die württembergischen Katholiken.

#### Reformen und kulturelle Blüte

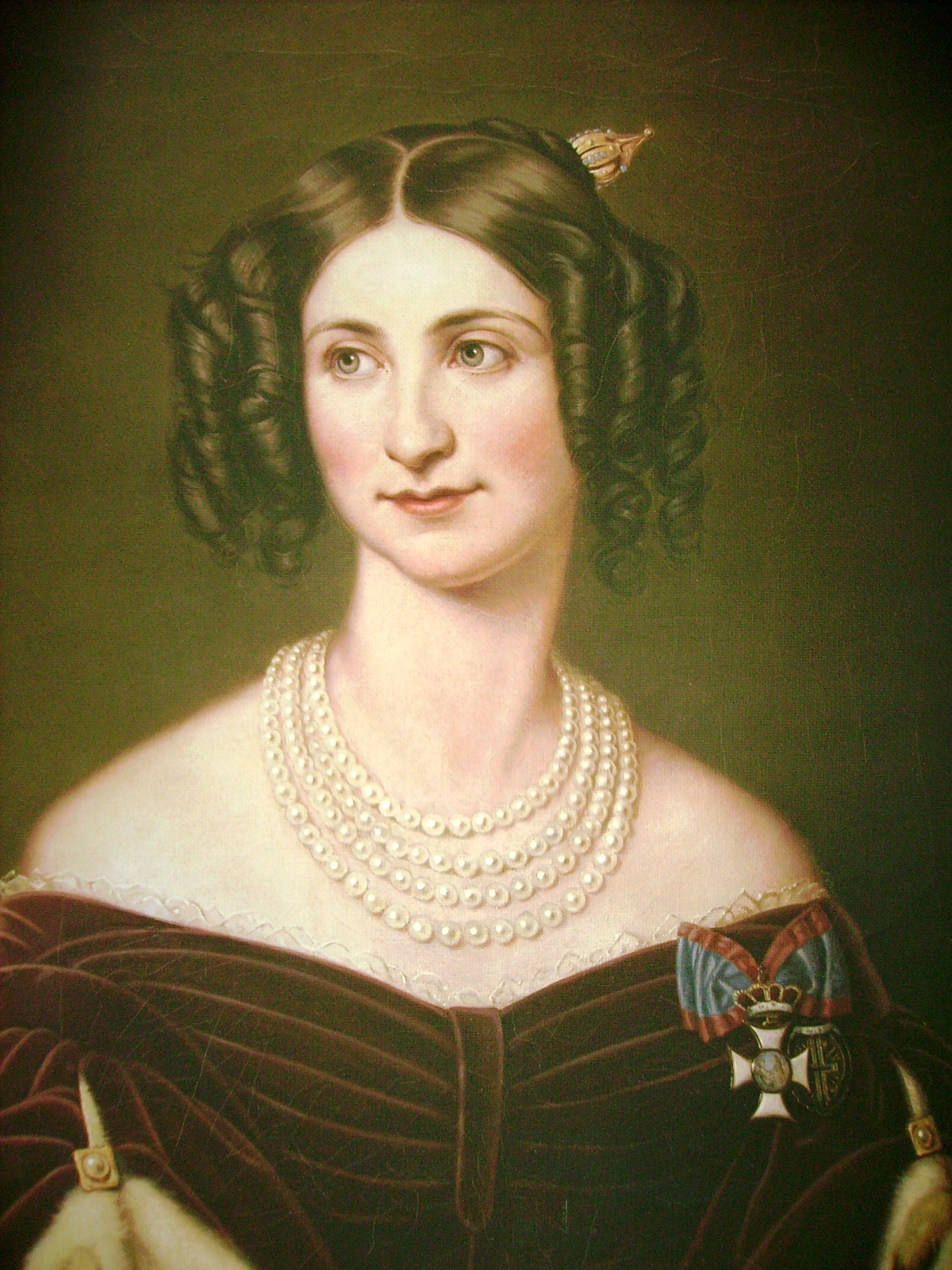
Eugénie de Beauharnais

Ab 1826 wurde das Fürstentum Hohenzollern-Hechingen unter dem Erbprinzen Konstantin und seiner Gemahlin Eugénie de Beauharnais zu einem kulturellen Zentrum in Süddeutschland. Eugénie war die Stiefenkelin des Kaisers Napoleon I. und die Enkelin des bayerischen Königs Maximilian I. Berühmte Persönlichkeiten waren Gäste: Eugénies Vetter, der spätere Kaiser Napoleon III., Hector Berlioz und Franz Liszt. Die Hofkapelle genoss einen guten Ruf und das Erbprinzenpaar entfaltete eine rege Bautätigkeit im Stil des Klassizismus. Eugénie hatte das von ihrem Vater geerbte Schloss Eugensberg verkauft und finanzierte mit dem Erlös den Umbau der Villa Eugenia, wo das Erbprinzenpaar 1834 einzog. Später wurde noch ein englischer Landschaftsgarten angelegt, der heute Fürstengarten genannt wird.
1833 erließ Fürst Friedrich eine Allgemeine Schulordnung. 1835 gewährte die neue Stadtverordnung den Gemeinden des Fürstentums ein Selbstverwaltungsrecht. Stadtamtmann und Stadtschreiber wurden vom Fürsten ernannt, dafür wurden Bürgermeister und Stadträte gewählt und aus ihrer Mitte der Stadtrechner, der Steuereintreiber und der Stadtbaumeister bestimmt. Etwas später regelte ein neues Wahlgesetz erstmals die Landesdeputation, die erste Volksvertretung. Fürst Friedrich verwaltete trotz der hohen Schulden das Fürstentum umsichtig. Sein Sohn Konstantin musste wegen des schlechten Gesundheitszustands des Vaters schon zu dessen Lebzeiten in die Regierungsgeschäfte hineinwachsen und übernahm nach dessen Tod 1838 die Regentschaft. Die äußerst fromme Eugénie engagierte sich sozial und ließ eine große „Kinderbewahranstalt“ und ein Altenheim errichten. Sie war deshalb beim einfachen Volk sehr beliebt.

#### Unruhen und Anschluss an Preußen

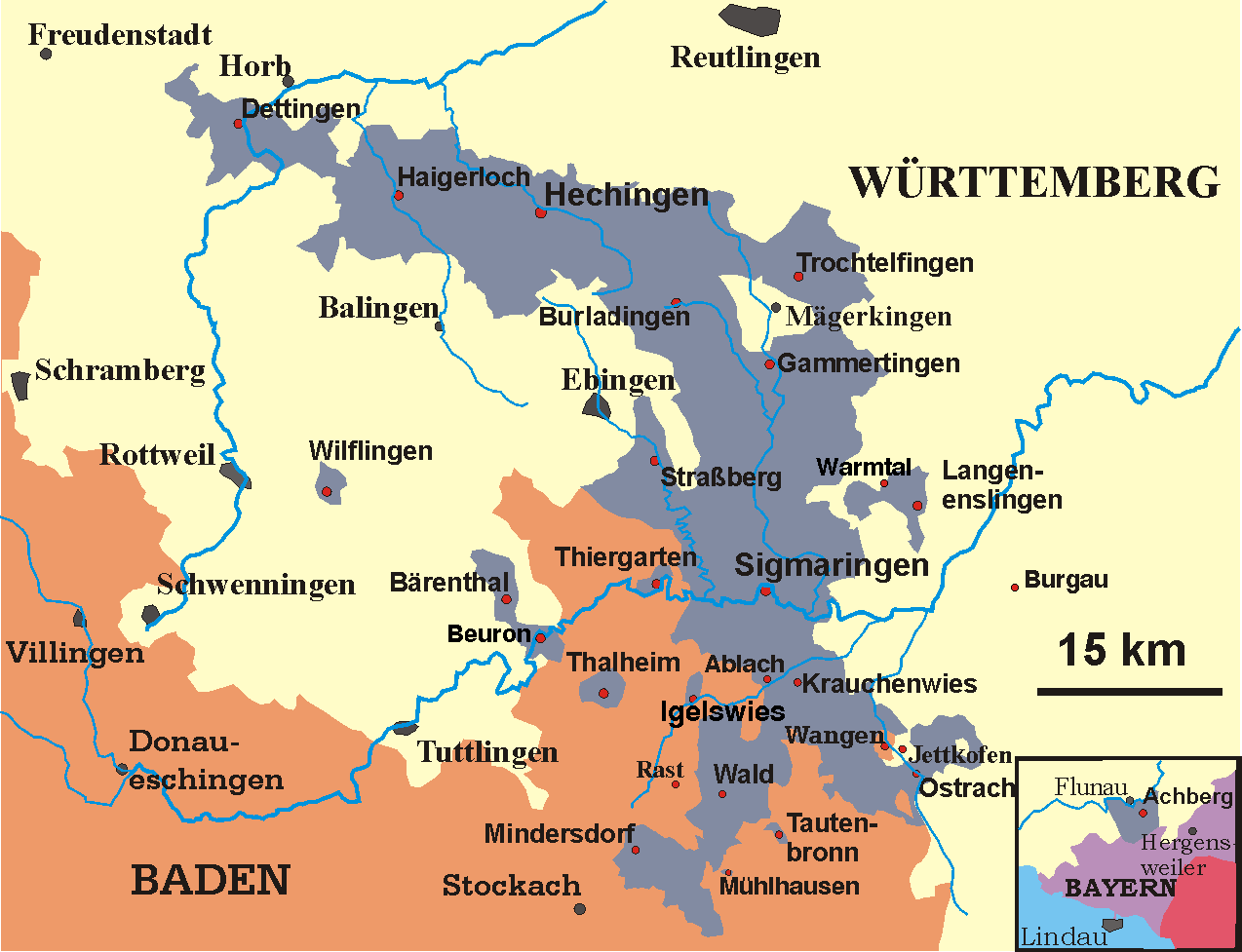
Die Hohenzollernsche Lande nach 1850

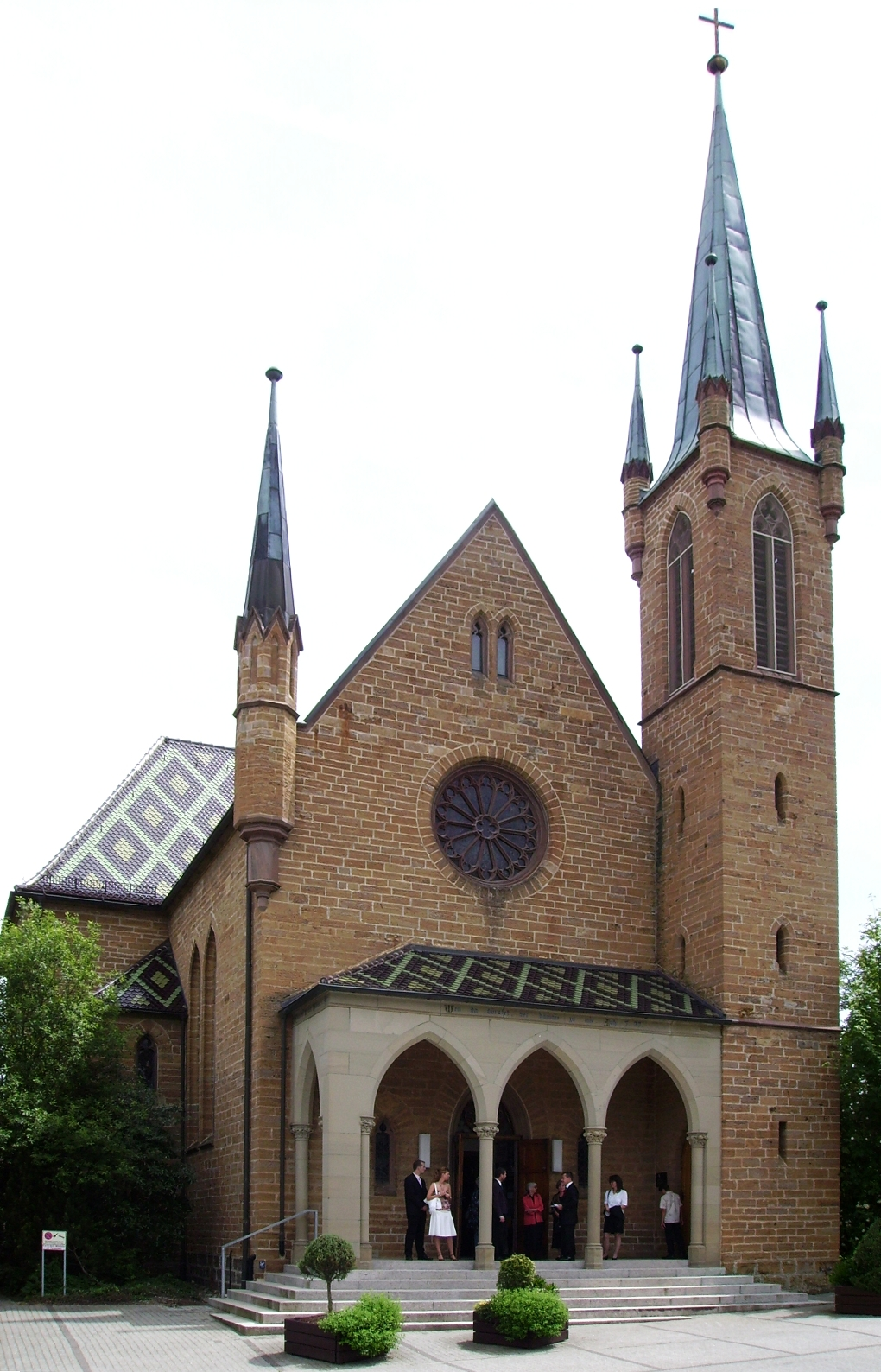
St. Johannes in Hechingen, erbaut auf Anordnung Friedrich Wilhelms IV.

1835 wurde die neue Wahlordnung für das Fürstenthum Hohenzollern-Hechingen nebst allgemeinen Bestimmungen über Constituierung und innere Organisation der Landesdeputierten erlassen. Eine aus 15 Mitgliedern bestehende Landesdeputation wurde gebildet:

„Die dergestalt constituirte Versammlung der Landesdeputirten ist das einzige gesetzliche Organ des Landes, um die Wünsche und Anträge desselben an den Regenten gelangen zu lassen, und mit der Regierung zu verhandeln; deshalb sind auch alle andere Versammlungen und Vereine, welche Landesangelegenheiten zum Zwecke haben, ungesetzlich, und werden ihre allenfallsigen Beschlüsse als ungültig von der Regierung zurückgewiesen werden.“

Ziemlich rasch kam es zu Streit zwischen der Volksvertretung und der Regierung und zu Unruhen. Am 6. August 1848 marschierten preußische Truppen ein und besetzten Hechingen. 1850 fiel Hohenzollern-Hechingen durch Verzicht des amtsmüden letzten Fürsten Konstantin an Preußen. Dabei kam es zu zwei Verträgen. Der Staatsvertrag mit Preußen enthielt die Abtretung der Souveränität an die preußische Krone. Der Familienvertrag mit dem Haus Sigmaringen regelte die Übergabe des im Fürstentum gelegenen Besitzes und Eigentums mit allen Rechten und Lasten. Im Gegenzug erhielt Fürst Konstantin eine doppelte Rente von Preußen und vom Haus Sigmaringen. Der Staatsvertrag mit Preußen wurde am 7. Dezember 1849 unterzeichnet und am 12. Januar 1850 vom preußischen Landtag genehmigt. Ratifiziert wurde er in Berlin am 20. Februar 1850. Dabei wurde den jeweiligen Chefs der Häuser Hohenzollern in Preußen der Vorrang vor allen nicht zur königlichen Familie gehörigen Untertanen eingeräumt. Sie hatten das Recht auf eigene Hofhaltung und Titelverleihungen. Zugleich wurde ihnen selbst das Prädikat Hoheit zuerkannt. Sie erhielten einen privilegierten Gerichtsstand und waren von indirekten Steuern befreit. Der fürstliche Domanialbesitz in den hohenzollerischen Fürstentümern wurde durch Preußen garantiert.

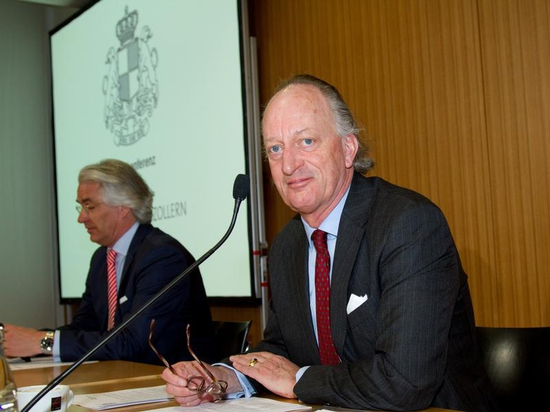
Karl Friedrich, der heutige Chef der schwäbischen Hohenzollern

Die preußische Besitzergreifung erfolgte in Hechingen am 8. April 1850. Von da an war das frühere Fürstentum Bestandteil des preußischen Regierungsbezirks Sigmaringen, der auch als Hohenzollernsche Lande bezeichnet wird. König Friedrich Wilhelm IV. nahm am 23. August 1851 die Erbhuldigung entgegen und betrieb energisch den Wiederaufbau der Stammburg Hohenzollern. Für die neu zugezogenen preußischen Beamten und Soldaten wurde 1857 die evangelische Kirche St. Johannes in Hechingen gebaut. Die Burg wurde von König Wilhelm I., dem späteren Deutschen Kaiser, am 3. Oktober 1867 feierlich eingeweiht. Mit Fürst Konstantin, der sich auf seine geerbten schlesischen Besitztümer zurückgezogen hatte, starb am 3. September 1869 die Stammlinie der Hechinger Hohenzollern ohne erbberechtigte Nachkommen aus. Am 12. Mai 1888 starb als letzte der Familie über 80-jährig Prinzessin Maria von Hohenzollern-Hechingen in Danzig. Sie war die Tochter des preußischen Generalmajors Prinz Friedrich Hermann von Hohenzollern und Jugendfreundin Kaiser Wilhelms I. Ähnlich wie Fürstin Eugenie erfreute sie sich großer Popularität und zeigte Wohltätigkeit in Form von Stiftungen eines Armenhauses und eines Krankenhauses in Danzig.
Heute vertritt Karl Friedrich von Hohenzollern als Chef der schwäbischen Hohenzollern die Interessen der Familie in der Öffentlichkeit.

## Regenten

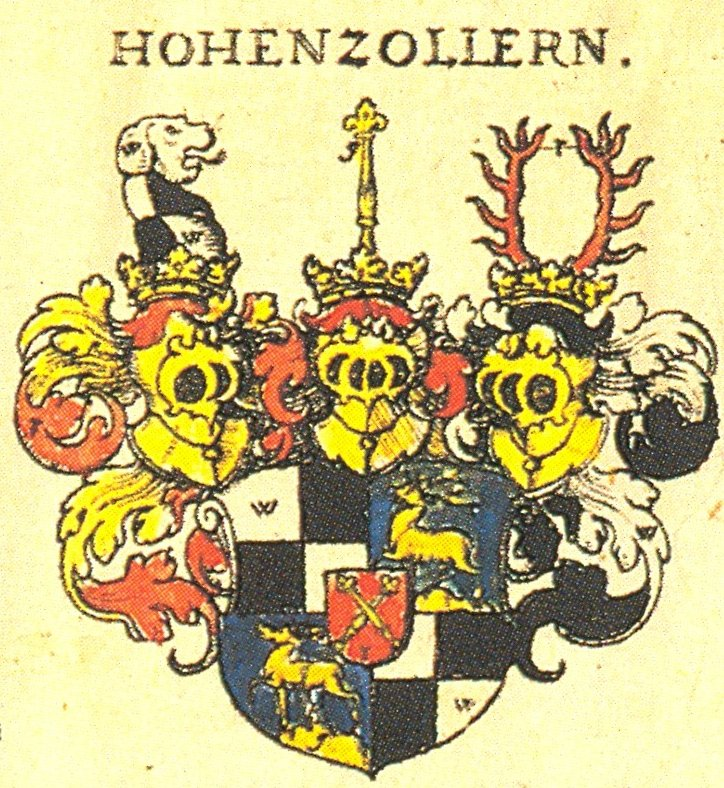
Wappen der Grafen von Hohenzollern 1605

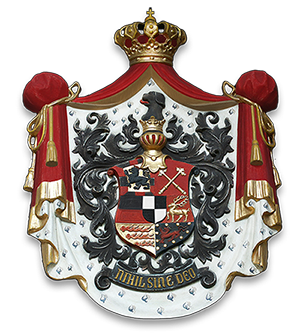
Aktuelles vom Fürstenhaus benutztes Wappen

1. Burchard I. von Zollern († 1061)
Kinder:
- Friedrich I. Graf von Zollern (* vor 1085; † 1114 / 1115 / vor 1125/ nach 1139)
- Burchard II. von Zollern

2. Friedrich I. Graf von Zollern; genannt Maute (* vor 1085; † 1114 / 1115 / vor 1125 / nach 1139)
Vater: Burchard I. von Zollern († 1061)
Ehe 1: Udalhild von Urach († 11. April (c.1134))
Kinder:
- Friedrich II. Graf von Zollern und Hohenberg (* vor 1125; † 1142 / nach 1145)
- Burkhard II. Graf von Zollern-Hohenberg († c.1154)
- Gottfried Graf von Zollern-Zimmern (* vor 1134; † [1156, 1160])
- Adalbert von Zollern († 18. Juni (vor 1150))
- Ulrich von Zollern († 1135/1136)
- Hemma von Zollern († nach 1152)
- Luitgard von Zollern († 27. Mai (nach 1150))
- ? von Zollern
- Egino Graf von Zollern († nach 1134)
- Udilhild? Gräfin von Zollern († 4. November (vor 1150))

3. Friedrich II. Graf von Zollern und Hohenberg (* vor 1125; † 1142/ nach 1145)
Vater: Friedrich I. Graf von Zollern (* vor 1085; † 1114 / 1115 / vor 1125/ nach 1139)
Mutter: Udalhild von Urach († 11. April (um 1134))
Kinder:
- Berthold von Zollern († nach 22. Mai 1194)
- Friedrich III. (I.) Graf von Zollern Burggraf von Nürnberg (* vor 1171; † nach dem 1. Oktober 1200)

4. Friedrich III. (I.) Graf von Zollern und Burggraf von Nürnberg (* vor 1171; † nach dem 1. Oktober 1200)
Vater: Friedrich II. Graf von Zollern und Hohenberg (* vor 1125; † 1142 / nach 1145)
Ehe 1: Sophia Gräfin von Raabs († nach 1218 / nach 1204?)
Kinder:
- Adelheid? von Zollern († nach 1232)
- Conrad I. (III) Graf von Zollern Burggraf von Nürnberg (* um 1186; † [24. August 1260, 10. März 1261])
- Friedrich IV. (II) Graf von Zollern Burggraf von Nürnberg (* um 1188; † [1251, 1255])
- Elisabeth von Zollern († 14. November 1255)

5. Friedrich IV. (II) Graf von Zollern und Burggraf von Nürnberg; führte im Tausch mit dem älteren Bruder Conrad die schwäbische Linie der Zollern fort (* 1188; † [1251, 1255])
Vater: Friedrich III. (I.) Graf von Zollern Burggraf von Nürnberg (* vor 1171; † nach dem 1. Oktober 1200)
Mutter: Sophia Gräfin von Raabs († nach 1218/ nach 1204)
Ehe 1: Elisabeth von Abensberg
Kinder:
- Friedrich V. Graf von Zollern, genannt der Erlauchte (* vor dem 2. April 1228; † 24. Mai 1289, Burg Hohenzollern)
- Sophia von Zollern († 28. April [1260,1270])
- ? von Zollern (* vor 2. April 1228; †?)

6. Friedrich V. Graf von Zollern, genannt der Erlauchte (* vor dem 2. April 1228; † 24. Mai 1289, Burg Hohenzollern)
Vater: Friedrich IV. (II) Graf von Zollern Burggraf von Nürnberg (* um 1188; † [1251,1255])
Mutter: Elisabeth von Abensberg
Ehe 1: Udilhild von Dillingen († 12. Mai (nach 1289))
Kinder:
- Friedrich VI. Graf von Zollern, genannt der Ritter (* vor 8. Oktober 1226; † 4. Mai (1297/1298))
- Friedrich von Zollern (* vor dem 8. Oktober 1266; † 24. Februar (nach 1306))
- Adelheid von Zollern († nach 31. März 1302)
- Wilburg von Zollern († 21. Juni (nach 1300))
- Friedrich I., genannt der Junge, Graf von Zollern-Schalksburg (* vor dem 8. Oktober 1266; † [17. Mai 1302, 12. April 1303] / 1304 / 1309), begründet nach der Teilung 1288 die Schalksburger Linie

7. Friedrich VI. Graf von Zollern, genannt der Ritter (* 8. Oktober 1226; † 4. Mai 1297/1298)
Vater: Friedrich V. Graf von Zollern (* vor dem 2. April 1228; † 24. Mai 1289, Burg Hohenzollern)
Mutter: Udilhild von Dillingen († 12. Mai (nach 1289))
Ehe 1: Kunigunde von Baden († 22. Juli 1310)
Kinder:
- Friedrich VII. Graf von Zollern († 3. Mai (um 1309))
- Friedrich VIII. Graf von Zollern. genannt Ostertag (I.) († 1. Februar 1333)
- Friedrich Graf von Zollern Herr zu Hainburg (* vor 1298; † 15. Dezember [1356, 1361]), nach dem Tod seines Bruders gen. Ostertag (I.) Pfleger für seine drei Neffen Friedrich IX. gen. Schwarzgraf (I.), Friedrich gen. Ostertag (II.) und Friedrich gen. der Straßburger
- Kunigunde Gräfin von Zollern († 10. August [1381, 1383])
- Sophia Gräfin von Zollern († 13. April (nach 1300))

8. Friedrich VII. Graf von Zollern († 3. Mai (um 1309))
Vater: Friedrich VI. Graf von Zollern (* 8. Oktober 1226; † 4. Mai (1297 / 1298))
Mutter: Kunigunde von Baden († 22. Juli 1310)
Ehe 1: Euphemia von Hohenberg († 14. Juni 1333)
Kinder:
- Fritzli I. Graf von Zollern († nach dem 10. April 1313)
- Albrecht Graf von Zollern († nach dem 22. Dezember 1320)

9. Friedrich VIII. Graf von Zollern, genannt Ostertag (I.) († 1. Februar 1333)
Vater: Friedrich VI. Graf von Zollern (* vor dem 8. Oktober 1226; † 4. Mai 1297 / 1298)
Mutter: Kunigunde von Baden († 22. Juli 1310)
Kinder:
- Fritzli II. Graf von Zollern († vor dem 16. März 1339)
- Friedrich IX. Graf von Hohenzollern, genannt Schwarzgraf (I.) (* 1333; † vor dem 1. März 1379), begründet nach der Teilung 1344 die Schwarzgräfliche Linie
- Friedrich Graf von Hohenzollern, genannt der Straßburger († 16. Dezember [1365, 1368]), vormals Chorherr zu Straßburg, zurückgekehrt in den weltlichen Stand und 1343 verehelicht, begründet nach der Teilung 1344 die Straßburger Linie
- Friedrich von Zollern, genannt Ostertag (II.) (* vor 1327; † 1. August 1400), Chorherr zu Augsburg und Johanniter

10. Friedrich IX. Graf von Hohenzollern, genannt Schwarzgraf (I.) (* 1333; † vor dem 1. März 1379)
Vater: Friedrich VIII. Graf von Zollern († 1. Februar 1333)
Ehe 1: Adelheid von Hohenberg-Wildberg († 9. November (nach 1385))
Kinder:
- Friedrich X. Graf von Hohenzollern († 24. Juni 1412)
- Friedrich Graf von Hohenzollern († [8. Januar 1407, 16. Februar 1410])
- Adelheid Gräfin von Hohenzollern († nach dem 16. Dezember 1415)
- Anna Gräfin von Hohenzollern († 28. Oktober (vor dem 10. November 1418))
- Sophie von Hohenzollern († 28. März (nach dem 10. November 1418))

11. Friedrich X. Graf von Hohenzollern († 24. Juni 1412)
Vater: Friedrich IX. Graf von Hohenzollern (* 1333; † vor dem 1. März 1379)
Mutter: Adelheid von Hohenberg-Wildberg († 9. November (nach 1385))
Ehe 1: Anna Gräfin von Hohenberg-Wildberg († 1421, Reuthin)
12. Friedrich XI. Graf von Hohenzollern, genannt der Ältere (* 1368; † 26. November 1401)
Vater: Friedrich Graf von Hohenzollern († 16. Dezember [1365, 1368])
Mutter: Margarete von Hohenberg-Wildberg († 28. Januar (nach 1343))
Ehe 1: Adelheid Gräfin von Fürstenberg († 19. März 1413)
Kinder:
- Friedrich XII. Graf von Hohenzollern, genannt der Öttinger (* vor 1401; † 30. September 1443)
- Eitel Friedrich I. Graf von Hohenzollern (* um 1384; † 21/30. September 1439/1443)
- Friedrich III. Bischof von Konstanz († 30. Juli 1438, Gottlieben)
- Friedrich Graf von Hohenzollern († vor 1410)
- Anna von Hohenzollern-Hechingen († 28. Oktober (vor 1418))
- Friedrich Graf von Hohenzollern (vor 1402; † vor 26. Juli 1413)
- Carl Friedrich Graf von Hohenzollern († 1400?)

13. Friedrich XII. Graf von Hohenzollern, genannt der Öttinger, regierte aufgeteilt und zerstritten mit seinem Bruder (* vor 1401; † 30. September 1443)
Vater: Friedrich XI. Graf von Hohenzollern (* vor 1368; † 26. November 1401)
Mutter: Adelheid Gräfin von Fürstenberg († 19. März 1413)
Ehe 1: Anna Gräfin von Sulz († [1438, 1440])
14. Eitel Friedrich I. Graf von Hohenzollern (* um 1384; † 21/30. September 1439/1443)
Vater: Friedrich XI. Graf von Hohenzollern (* vor 1368; † 26. November 1401)
Mutter: Adelheid Gräfin von Fürstenberg († 19. März 1413)
Ehe 1: Ursula von Rhäzüns († 17. Februar 1477)
Kinder:
- Jost Niklaus I. Graf von Hohenzollern (* 1433; † 9. Februar 1488, Burg Hohenzollern)
- Heinrich Graf von Hohenzollern (* [1434, 8. September 1436]; † 1458?)
- Adelheid von Hohenzollern († 8. Februar 1502)

15. Jost Niklaus I. Graf von Hohenzollern (* 1433; † 9. Februar 1488, Burg Hohenzollern)
Vater: Eitel Friedrich I. Graf von Hohenzollern (* um 1384; † 21/30. September 1439/1443)
Mutter: Ursula von Rhäzüns († 17. Februar 1477)
Ehe 1: (1448, Sigmaringen): Agnes Gräfin von Werdenberg (* 1434; † 13. Dezember 1467)
Kinder:
- Friedrich II. Bischof von Augsburg (* 1451; † 8. März 1505)
- Eitel Friedrich II. von Hohenzollern (* 1452; † 18. Juni 1512, Trier)
- Friedrich Eitel Friedrich Graf von Hohenzollern († 27. Juni 1490, bei Montfort)
- Friedrich Albrecht Graf von Hohenzollern († 16. Juli 1483, bei Utrecht)
- Friedrich Johann von Hohenzollern († 28. November 1484, bei Dendremonde)
- Helene von Hohenzollern († 11. November 1514, Wurzach)

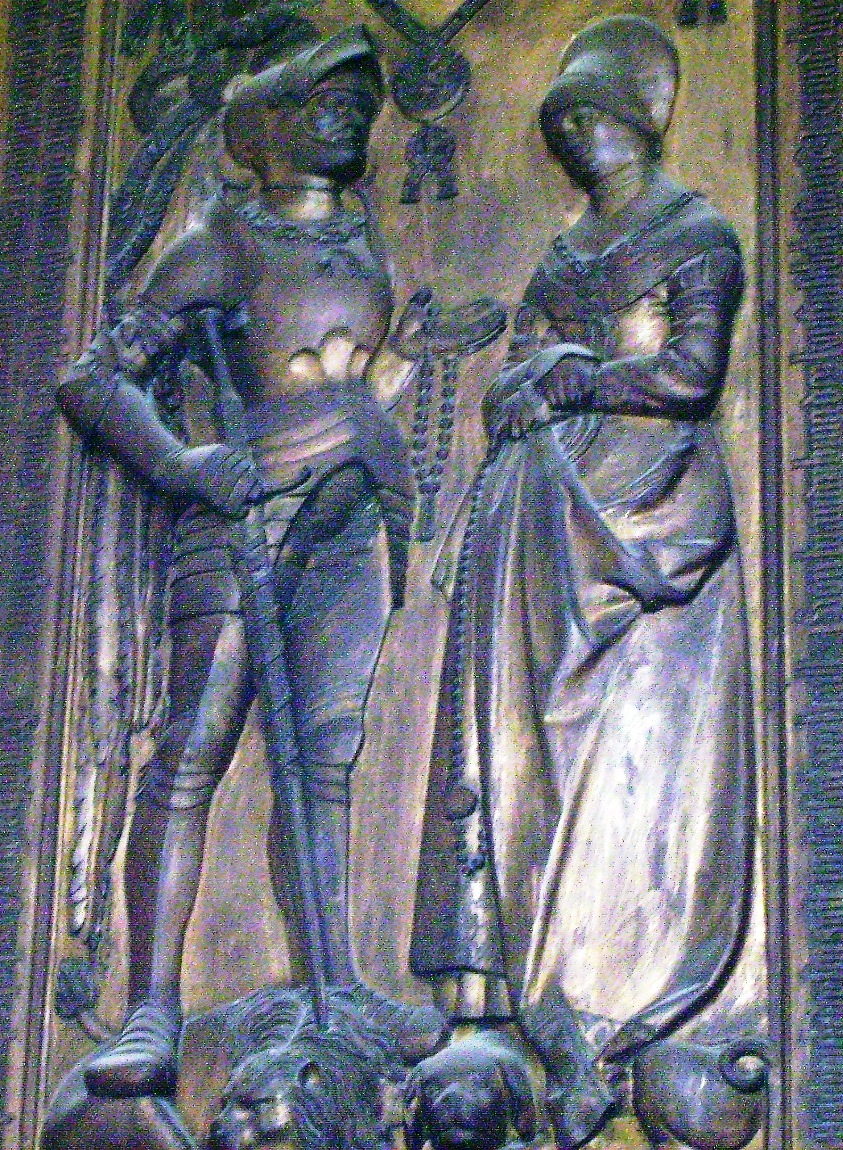
Eitel Friedrich II. und seine Gemahlin, Grabplatte Stiftskirche (Hechingen)

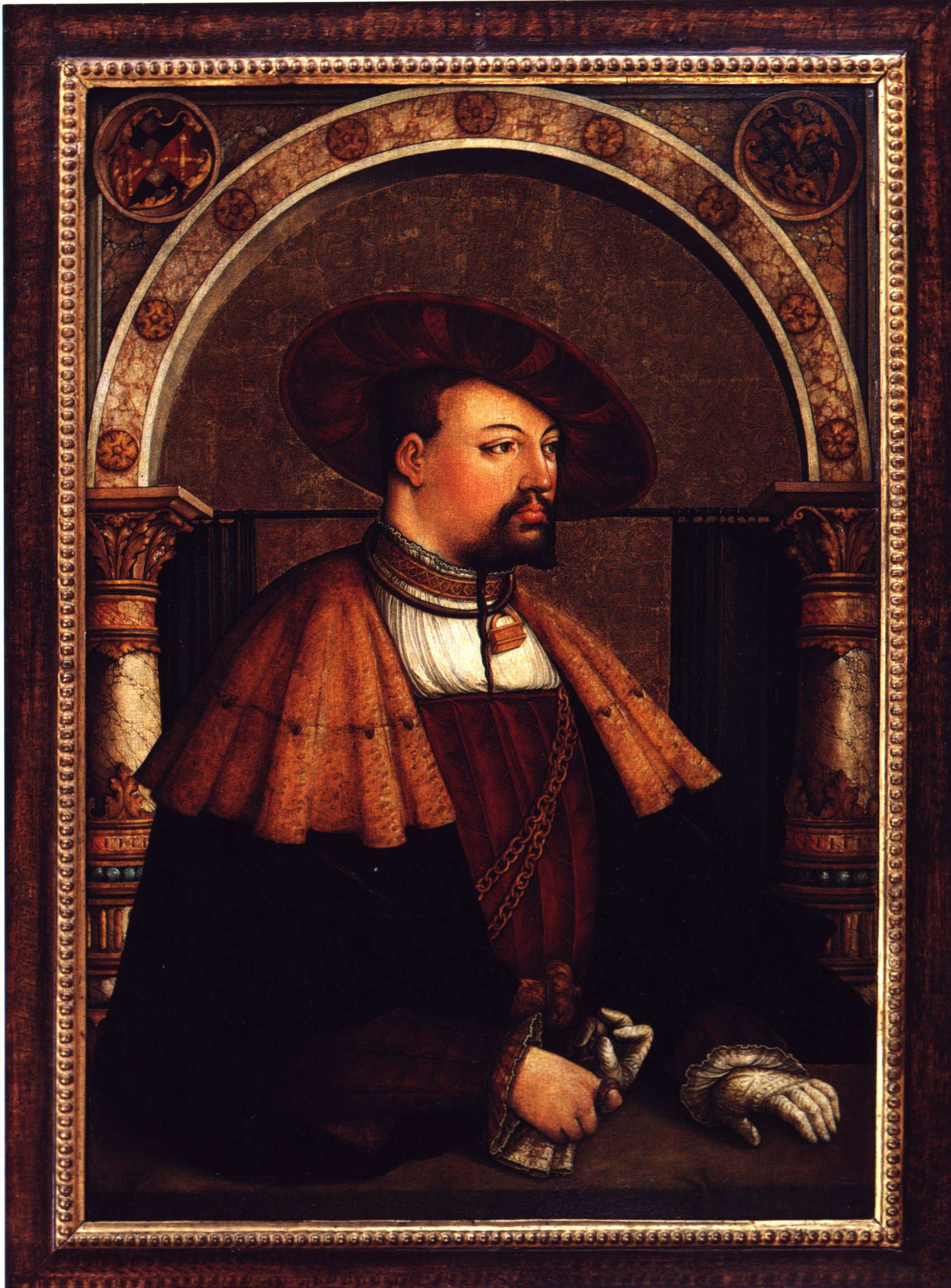
Eitel Friedrich III.

16. Eitel Friedrich II. von Hohenzollern (* 1452; † 18. Juni 1512, Trier)
Vater: Jost Niklaus I. Graf von Hohenzollern (* 1433; † 9. Februar 1488, Burg Hohenzollern)
Mutter: Agnes Gräfin von Werdenberg (* 1434; † 13. Dezember 1467)
Ehe 1: (17. Februar 1482, Berlin): Magdalena von Brandenburg (* 1460, Tangermünde?; † 17. Juni 1496, Burg Hohenzollern)
Kinder:
- Franz Wolfgang Graf von Hohenzollern (* 1483/1484; † 16. Juni 1517, Hechingen)
- Wandelberta Gräfin von Hohenzollern (* um 1484; † nach 1551, Pforzheim?)
- Joachim Graf von Hohenzollern (* 1485; † 2. Februar 1538, Hechingen)
- Maria Salome von Hohenzollern (* 1. Mai 1488; † 4. August 1548)
- 3 Söhne von Hohenzollern ([1488, 1494]; †?)
- 2 Töchter von Hohenzollern ([1488, 1494]; †?)
- Eitel Friedrich III. Graf von Hohenzollern (* 1494; † 15. Januar 1525, Pavia)
- Anna von Hohenzollern (* 1496; † 1510)

17. Eitel Friedrich III. Graf von Hohenzollern (* 1494; † 15. Januar 1525, Pavia)
Vater: Eitel Friedrich II. von Hohenzollern (* 1452; † 18. Juni 1512, Trier)
Mutter: Magdalena von Brandenburg (* 1460, Tangermünde?; † 17. Juni 1496, Burg Hohenzollern)
Ehe 1: Johanna von Witthem († 1536)
Kinder:
- Karl I. Graf von Hohenzollern (* 1516, Brüssel; † 8. März 1576, Sigmaringen)
- Ferfried von Hohenzollern
- Anna von Hohenzollern († nach dem 3. November 1544)
- Eitel Friedrich von Hohenzollern († 15. Juli 1544, bei St. Dizier/Frankreich)
- Margaretha von Hohenzollern
- Felix Friedrich von Hohenzollern († 30. Januar 1550, Sigmaringen)
- Johanna von Hohenzollern († 23. Juni (nach 1550), Burg Hohenzollern)

18. Karl I. Graf von Hohenzollern, teilte die Grafschaft für seine drei Söhne (* 1516, Brüssel; † 8. März 1576, Sigmaringen)
Vater: Eitel Friedrich III. Graf von Hohenzollern (* 1494; † 15. Januar 1525, Pavia)
Mutter: Johanna von Witthem († 1536)
Ehe 1: (11. Februar 1537, Pforzheim?): Anna von Baden-Durlach (* April 1512; † 1579)
Kinder:
- Ferfried von Hohenzollern (* 28. Mai 1538, Sigmaringen; † 14. Juli 1556, Freiburg)
- Maria Gräfin von Hohenzollern (* 28. August 1544; † 13. Dezember 1611, Landsberg)
- Eitel Friedrich I. (IV.) Graf von Hohenzollern-Hechingen (* 7. September 1545, Sigmaringen; † 16. Januar 1605, Hechingen)
- Karl II. Graf von Hohenzollern-Sigmaringen (* 22. Januar 1547; † 8. April 1606, Sigmaringen)
- Johanna von Hohenzollern (* 23. Juni 1543; † 22. Februar 1604, Wallerstein)
- Maria Jakoba Gräfin von Hohenzollern (* (25/27). Juli 1549, Sigmaringen; † 1578)
- Leonore Gräfin von Hohenzollern (* 15. Februar 1551; † nach Oktober / November 1598)
- Christoph Graf von Hohenzollern-Haigerloch (* 20. März 1552; † 21. April 1592, Schloss Haigerloch)
- Magdalena von Hohenzollern (* 17. April 1553; † nach November / Juni 1571/1580?)
- Joachim Graf zu Zollern (* 21. Juni 1554, Sigmaringen; † 7. Juli 1587, Cölln an der Spree)
- Christina von Hohenzollern (* 27. Oktober 1555; † 155?)
- Amalie von Hohenzollern (* 18. Januar 1557; † 1603)
- Kunigunde von Hohenzollern (* 10. September 1558; † 1595)

19. Eitel Friedrich I., Graf von Hohenzollern-Hechingen (* 7. September 1545, Sigmaringen; † 16. Januar 1605, Hechingen)
Vater: Karl I. Graf von Hohenzollern (* 1516, Brüssel; † 8. März 1576, Sigmaringen)
Mutter: Anna von Baden-Durlach (* April 1512; † 1579)
Ehe 1: (22. Juni 1568?, Sigmaringen): Veronika Gräfin von Ortenburg († 23. März 1573)
Ehe 2: (14. November 1574, Meßkirch): Sibylla von Zimmern (* 8. Januar / Oktober 1558; † 8. Januar / Oktober 1599)
Kinder:
- Graf Ernst von Hohenzollern-Hechingen (* 1575; †?)
- Johann Georg Graf und Fürst zu Hohenzollern (* 1577; † 28. September 1623, Hechingen)
- Gräfin Maximilana von Hohenzollern-Hechingen (* 2. Februar 1580, Hechingen; † 24. Juli 1633, Hechingen)
- Gräfin Johanna von Hohenzollern-Hechingen (* 1581, Hechingen; † 26. April 1634)
Ehe 3: Johanna Gräfin von Eberstein in Neu-Eberstein († [22. April 1633, 22. September 1637], Ranshofen)

20. Johann Georg Graf und Fürst zu Hohenzollern (* 1577; † 28. September 1623, Hechingen)
Vater: Eitel Friedrich I. (IV.) Graf von Hohenzollern-Hechingen (* 7. September 1545, Sigmaringen; † 16. Januar 1605, Hechingen)
Mutter: Sibylla von Zimmern (* 8. Januar/Oktober 1558; † 8. Januar/Oktober 1599)
Ehe 1: (11. Oktober 1598, Hechingen): Franziska Wild- und Rheingräfin zu Salm-Neufville (* um 1580; † 14. Dezember 1619)
Kinder:
- Karl Graf von Hohenzollern-Hechingen (* 1599; † 1599)
- Sibylla Gräfin von Hohenzollern-Hechingen († 8. August 1621, Schleiden)
- Eitel Friedrich II. (V) Fürst zu Hohenzollern (* Januar 1601; † 11. Juli 1661, Issenheim (Isenheim), Alsace)
- Franziska Katharina Gräfin von Hohenzollern-Hechingen (* 1598?; † 16. Juni 1665, Hohenems)
- Johann Friedrich Graf von Hohenzollern-Hechingen (* 1602; † 1602)
- Anna Maria Gräfin von Hohenzollern-Hechingen (* 8. September 1603; † 23. August 1652, Düsseldorf)
- Georg Friedrich Graf von Hohenzollern-Hechingen († 1633, bei Uttenweiler)
- Maria Domina Gräfin von Hohenzollern-Hechingen († 1616, Prag)
- Catharina Ursula Gräfin von Hohenzollern-Hechingen (* um 1610; † 2. Juni 1640)
- Maria Renata Gräfin von Hohenzollern-Hechingen († 12. Januar 1637, Konstanz)
- Maximiliane Waldburga Gräfin von Hohenzollern-Hechingen (* 1595; † 10. April 1639, Wien)
- Leopold Friedrich Graf von Hohenzollern-Hechingen († 19. Juni 1659, Köln)
- Maria Anna Gräfin von Hohenzollern-Hechingen (* 1614; † 7. März 1670, Albi (Tarn))
- Philipp Friedrich Christoph Fürst von Hohenzollern-Hechingen (* 24. Juni 1616, Hechingen; † 13/24. Januar 1671, Hechingen)
- ? von Hohenzollern-Hechingen (* 1. Dezember 1619, Hechingen; † Dezember 1619, Hechingen)

21. Eitel Friedrich II. (V) Fürst zu Hohenzollern (* Januar 1601; † 11. Juli 1661, Issenheim (Isenheim), Alsace)
Vater: Johann Georg Graf und Fürst zu Hohenzollern (* 1577; † 28. September 1623, Hechingen)
Mutter: Franziska Wild- und Rheingräfin zu Salm-Neufville (* um 1580; † 14. Dezember 1619)
Ehe 1: (19. März 1630, Bautersen): Elisabeth Maria Gräfin von ’s Heerenberg Marquise de Bergen op Zoom (* Januar 1613, Stevensweert; † 29. Oktober 1671, Bergen op Zoom)
Kinder:
- Graf? von Hohenzollern-Hechingen (* 8. April 1632; † 8. April 1632, Hedel)
- Maria Franziska Henriette Gräfin von Hohenzollern-Hechingen (* 1642; † 17. Oktober 1698, Bergen op Zoom)

22. Philipp Friedrich Christoph Fürst von Hohenzollern-Hechingen (* 24. Juni 1616, Hechingen; † 13/24. Januar 1671, Hechingen)
Vater: Johann Georg Graf und Fürst zu Hohenzollern (* 1577; † 28. September 1623, Hechingen)
Mutter: Franziska Wild- und Rheingräfin zu Salm-Neufville (* um 1580; † 14. Dezember 1619)
Ehe 1: (12. November 1662, Baden-Baden): Maria Sidonia Markgräfin von Baden-Rodemachern (* 1635; † 15. August 1686, Hechingen)
Kinder:
- Friedrich Wilhelm I. Fürst zu Hohenzollern (* 20. September 1663, Schloss Hechingen; † 14. November 1735, Schloss Hechingen)
- Hermann Friedrich Graf zu Hohenzollern (* 11. Januar 1665, Schloss Hechingen; † 23. Januar 1733, Freiburg im Breisgau)
- Leopold Karl Friedrich Graf von Hohenzollern-Hechingen (* 11. Februar 1666, Schloss Hechingen; † 18. Juli 1684, bei Budapest)
- Philipp Friedrich Meinrad Graf von Hohenzollern-Hechingen (* 9. Februar 1667, Schloss Hechingen; † 18. Juli 1684, Schloss Hechingen)
- Maria Margaretha Gräfin von Hohenzollern-Hechingen (* 22. Mai 1668, Schloss Hechingen; †?)
- Karl Ferdinand Friedrich Dominikus Graf von Hohenzollern-Hechingen (* 5. August 1669; † 5. August 1669, Schloss Hechingen)
- Maria Margaretha Sidonia Gräfin von Hohenzollern-Hechingen (* 26. April 1670, Schloss Hechingen; † 20. April 1687, Straßburg)
- Franz Leopold Joachim Graf von Hohenzollern-Hechingen (* 25. April 1671; † 25. April 1671, Schloss Hechingen)

23. Friedrich Wilhelm I. Fürst zu Hohenzollern (* 20. September 1663, Schloss Hechingen; † 14. November 1735, Schloss Hechingen)
Vater: Philipp Friedrich Christoph Fürst von Hohenzollern-Hechingen (* 24. Juni 1616, Hechingen; † 13/24. Januar 1671, Hechingen)
Mutter: Maria Sidonia Markgräfin von Baden-Rodemachern (* 1635; † 15. August 1686, Hechingen)
Ehe 1: (22. Juni 1687, Wien): Maria Leopoldine Ludovika Gräfin von Sinzendorf (* 11. April 1666; † 18. Mai 1709, Wien)
Kinder:
- Friedrich Ludwig Fürst zu Hohenzollern (* 1. September 1688, Straßburg; † 4. Juni 1750, Schloss Lindich bei Hechingen)
- Prinzessin Ludovica Friederike Ernestine von Hohenzollern-Hechingen (* 7. Januar 1690, Ulm; † 21. Oktober 1720, Steyr)
- Charlotte Gräfin von Hohenzollern-Hechingen (* 26. Dezember 1692; † 26. Dezember 1692)
- Christine Eberhardine Friederike Gräfin von Hohenzollern-Hechingen (* 3. März 1695, Schloss Hechingen; † 2. Dezember 1754, Wien)
- Friedrich Karl Graf von Hohenzollern-Hechingen (* Januar 1697; † Januar 1697)
- Sophie Johanna Friederike Gräfin von Hohenzollern-Hechingen (* 16. Februar 1698, Hechingen; † 2. Mai 1754, Münsterbilsen)
Ehe 2: (7. September 1710, Hechingen): Maximiliana Magdalena Antonia Freiin von Lützau (* 11. Juli 1690; † 8. September 1755, Hechingen)
Kinder:
- Eberhard Hermann Friedrich Graf von Hohenzollern-Hechingen (* 13. September 1711, Hechingen; † 10. Oktober 1726, Hechingen)
- Marie Ludovika Maximiliane Gräfin von Hohenzollern-Hechingen (* 3. März 1713, Hechingen; † 19. November 1743, Innsbruck)

24. Friedrich Ludwig Fürst zu Hohenzollern (* 1. September 1688, Straßburg; † 4. Juni 1750, Schloss Lindich bei Hechingen)
Vater: Friedrich Wilhelm I. Fürst zu Hohenzollern (* 20. September 1663, Schloss Hechingen; † 14. November 1735, Schloss Hechingen)
Mutter: Maria Leopoldine Ludovika Gräfin von Sinzendorf (* 11. April 1666; † 18. Mai 1709, Wien)
25. Joseph Friedrich Wilhelm Franz Eugen Fürst zu Hohenzollern (* 12. November 1717, Bayreuth (Taufe: 12. November 1717); † 9. April 1798, Hechingen)
Vater: Hermann Friedrich Graf zu Hohenzollern (* 11. Januar 1665, Schloss Hechingen; † 23. Januar 1733, Freiburg im Breisgau)
Mutter: Maria Josepha Theresia Gräfin zu Oettingen-Spielberg (* 19. September 1694, Oettingen; † 20/21. August 1778, Oettingen)
Ehe 1: (25. Juni 1750, Wien): Maria Theresia Rosalia Prinzessin de Silva, Folch de Cardona, Eril et Borgia (* 4. September 1732, Wien; † 25. September 1750, Wien)
Ehe 2: (7. Januar 1751, Hechingen): Maria Theresia Gräfin von Waldburg, Zeil (* 26. Januar 1732, Immenstadt; † 17. Januar 1802, Augsburg)
Kinder:
- Meinrad Joseph Maria Friedrich Graf von Hohenzollern-Hechingen (* 9. Oktober 1751, Hechingen; † 28. September 1752, Hechingen)
- Joseph Wilhelm Franz Graf von Hohenzollern-Hechingen (* 12. Dezember 1752, Hechingen; † 7. Juli 1754, Hechingen)
- Maria Crescentia Josepha Gräfin von Hohenzollern-Hechingen (* 4. September 1754, Hechingen; † 29. September 1754)
- Maria Theresia Josephine Karoline Gräfin von Hohenzollern-Hechingen (* 3. Dezember 1756, Hechingen; † Dezember 1756)
- Hieronymus Joseph Karl Erbgraf von Hohenzollern-Hechingen (* 18. April 1758, Hechingen; † 23. Juni 1759, Hechingen)
- Maria Antonia Anna Gräfin von Hohenzollern-Hechingen (* 10. November 1760, Hechingen; † 25. Juli 1797, Hechingen)

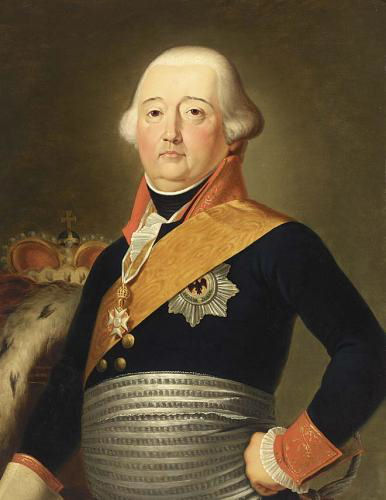
Hermann von Hohenzollern-Hechingen

26. Hermann Maria Friedrich Otto Fürst zu Hohenzollern-Hechingen (* 30. Juli 1751, Lockenhaus, Burgenland; † 2. November 1810, Schloss Hechingen)
Vater: Franz Xaver Graf von Hohenzollern-Hechingen (* 18. Juli 1720, Bayreuth; † 14. März 1765, Mouffrin, Provinz Namur)
Mutter: Anna Maria Bernhardina Gräfin von u. zu Hoensbroech (* 8. Mai 1729, Geulle; † 26. September 1798, Schloss Geulle)
Ehe 1: (18. November 1773, Maastricht): Louise Julienne Constance Gräfin von Merode, Batenburg u. Oolen Marquise de Westerloo (* 28. September 1748, Merode; † 14. November 1774, Schloss Maastricht)
Kinder:
- Prinzessin Luise Juliane Constantine von Hohenzollern-Hechingen (* 1. November 1774, Maastricht; † 7. Mai 1846, Glogow (Glogau))
Ehe 2: (15. Februar 1775, Brüssel): Maximilienne Albertine Jeanne Princesse de Gavre (* 30. November (1753/1755); † 6. August 1778, Bruxelles (Brussels, Brüssel))
Kinder:
- Friedrich Hermann Otto Fürst zu Hohenzollern-Hechingen (* 22. Juli 1776, Namur; † 13. September 1838, Schloss Lindich bei Hechingen)
Ehe 3: (12. Juni 1779, Dagstuhl): Maria Antonia Monika Gräfin von Waldburg-Zeil-Wurzach (* 6. Juni 1753, Wurzach; † 25. Oktober 1814, Wien)
Kinder:
- Prinzessin Maria Antonia Philippina von Hohenzollern-Hechingen (* 8. Februar 1781, Dagstuhl; † 25. Dezember 1831, Den Haag)
- Maria Theresia Franziska Prinzessin von Hohenzollern-Hechingen (* 11. August 1784, Dagstuhl; † 6. September 1784, Dagstuhl)
- Maria Franziska Theresia Karoline Prinzessin von Hohenzollern-Hechingen (* 19. Januar 1786, Dagstuhl; † 1810)
- Maria Maximiliane Antoinette Prinzessin von Hohenzollern-Hechingen (* 3. November 1787, Wadern; † 30. März 1865, Baden bei Wien)
- Josephine Prinzessin von Hohenzollern-Hechingen (* 14. Mai 1791, Hechingen; † 25. März 1856, Wien)

27. Friedrich Hermann Otto Fürst zu Hohenzollern-Hechingen (* 22. Juli 1776, Namur; † 13. September 1838, Schloss Lindich bei Hechingen)
Vater: Hermann Maria Friedrich Otto Fürst zu Hohenzollern-Hechingen (* 30. Juli 1751, Lockenhaus, Burgenland; † 2. November 1810, Schloss Hechingen)
Mutter: Maximilienne Albertine Jeanne Princesse de Gavre (* 30. November (1753/1755); † 6. August 1778, Bruxelles (Brussels, Brüssel))
Ehe 1: (26. April 1800, Prag): Luise Pauline Maria Biron Prinzessin von Schlesien-Sagan (* 19. Februar 1782, Jelgava (Mitau); † 8. Januar 1845, Wien)
Kinder:
- Friedrich Wilhelm II. Constantin Fürst zu Hohenzollern-Hechingen (* 20. Februar 1801, Schloss Sagan; † 3. September 1869, Schloss Polnisch Nettkow bei Grünberg, Schlesien)

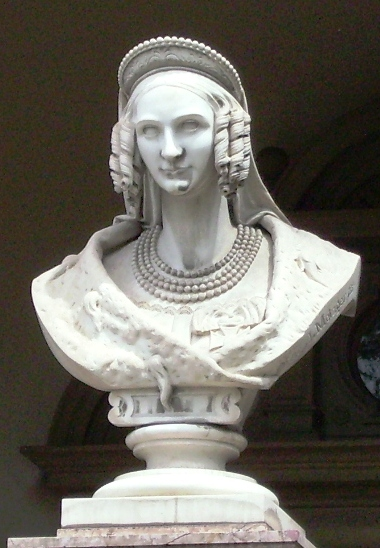
Fürstin Eugénie

28. Friedrich Wilhelm II. Constantin Fürst zu Hohenzollern-Hechingen, der letzte Fürst (* 16. Februar 1801, Schloss Sagan; † 3. September 1869, Schloss Polnisch Nettkow bei Grünberg, Schlesien)
Vater: Friedrich Hermann Otto Fürst zu Hohenzollern-Hechingen (* 22. Juli 1776, Namur; † 13. September 1838, Schloss Lindich bei Hechingen)
Mutter: Luise Pauline Maria Biron Prinzessin von Schlesien-Sagan (* 19. Februar 1782, Jelgava (Mitau); † 8. Januar 1845, Wien)
Ehe 1: (22. Mai 1826, Eichstätt): Eugénie de Beauharnais, deutscher Adelsname als Enkelin des bayerischen Königs Maximilian I. Joseph: Eugénie Hortense Auguste Napoléone Prinzessin von Leuchtenberg (* 23. Dezember 1808, Mailand; † 1. September 1847, Freudenstadt)
Morganatische Ehe 2: (13. November 1850, Görlitz) Amalie Sophie Karoline Adelheid Gräfin von Rothenburg (* 13. Juli 1832, Fürth bei Nürnberg; † 29. Juli 1897, Wiesbaden)
Kinder (nicht standesgemäß):
- Friederike Wilhelmine Elisabeth Amalie Adelheid Gräfin von Rothenburg (* 13. Februar 1852, Löwenberg; † 31. Dezember 1914, Dresden)
- Friedrich Wilhelm Karl Graf von Rothenburg (* 19. Februar 1856, Löwenberg; † 23. August 1912, Polnisch Nettkow, Schlesien)
- Wilhelm Friedrich Louis Gustav Graf von Rothenburg (* 16. November 1861, Schönbühl, Suisse (Svizzera, Schweiz); † 17. Februar 1929, Dresden)

Mit Aussterben der Hechinger Linie nannte sich Karl Anton von Hohenzollern-Sigmaringen Fürst von Hohenzollern, die Beschränkung auf Sigmaringen im Titel entfiel.